# Picos da Europa

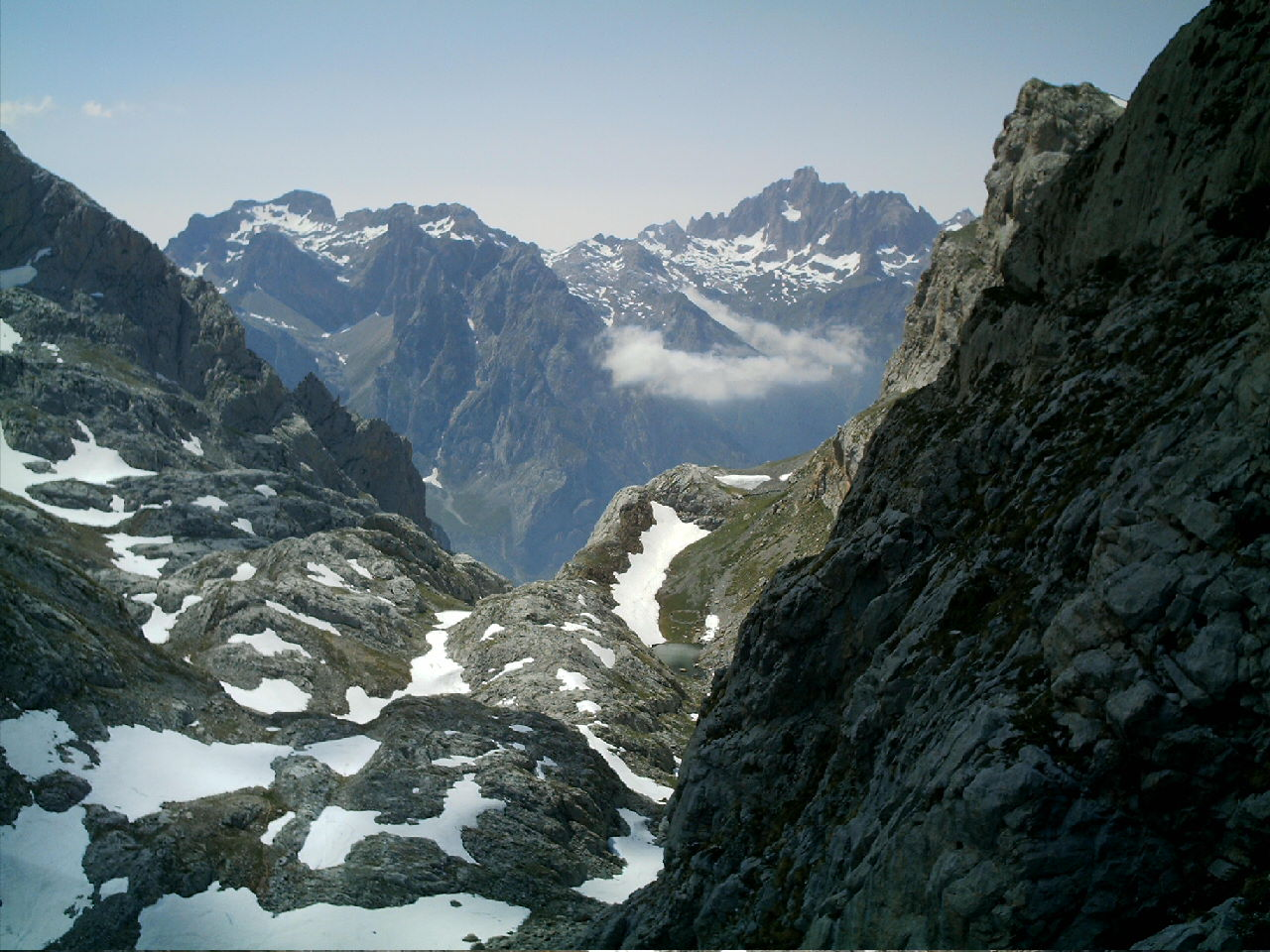
e (ou Torre Santa), no maciço ocidental dos Picos da Europa, vistas desde o caminho para Collado Jermoso

Os Picos da Europa são uma formação montanhosa situada no norte da Espanha, que constitui a parte central da cordilheira Cantábrica. Embora não seja muito extensa, a sua proximidade do mar faz com que seja pródigo em acidentes geográficos de grande interesse. A área é um parque nacional desde 1918, que é o mais antigo e o mais visitado da Espanha, a seguir ao Parque Nacional do Teide, em Tenerife. Em 2003 a área do parque foi declarada uma reserva da biosfera e desde 2017 que duas áreas de floresta do parque estão incluídas no sítio do Património Mundial da UNESCO "Florestas primárias e antigas de faias dos Cárpatos e de outras regiões da Europa".
É uma formação calcária, com 674 km² de área, que se estende pelas comunidades autónomas das Astúrias, Cantábria e Castela e Leão, com vários cumes com mais de 2 500 metros de altitude, perto da costa do mar Cantábrico (as zonas mais setentrionais distam apenas 15 km da costa). Apesar de geograficamente fazerem parte da cordilheira Cantábrica, os Picos da Europa são considerados uma unidade independente devido a serem de formação mais recente.[carece de fontes?] Estão divididos em três maciços: o ocidental ou Cornión, o central ou dos Urrieles e o oriental ou de Ándara.
Os Picos da Europa são a terceira cordilheira mais alta da Península Ibérica, a seguir à Serra Nevada e aos Pirenéus. As montanhas mais altas encontram-se no maciço dos Urrieles, conhecido por ser o mais agreste do três, pois 14 dos seus cumes ultrapassam os 2 600 m de altitude. O Torre Cerredo é o mais alto, com 2 650 m. Outra montanha que se destaca e que é famosa é o Naranjo de Bulnes [es] (em asturiano: Picu Urriellu), cuja primeira escalada, ocorrida em 1904, se considera como o marco que assinala o início do alpinismo espanhol. Essa primeira ascensão foi realizada por Pedro Pidal [es],  marquês de Villaviciosa e o seu companheiro de escalada e guia Gregorio Pérez Demaría (o cainejo), um pastor natural da aldeia montanhesa de  Caín, do município de Posada de Valdeón.
No maciço ocidental, ou Cornión, assim chamado devido à sua silhueta ter a forma de um corno quando se avista desde oeste, destaca-se o cume da Torre Santa [es] (também conhecida como Peña Santa de León), cuja altitude de 2 596 m supera em 110 m o cume seguinte do maciço, a Torre de Santa Maria [es] (também conhecida como Peña Santa de Enol). Devido a estas montanhas, o maciço ocidental é também conhecido como Peñas Santas.
O maciço oriental, também chamado de Ándara por nele se situar o circo com esse nome, é o mais modesto, tanto em termos de altitudes como em termos de verticalidade. O seu cume mais alto é a Morra de Lechugales [es], com 2 444 m.

## Etimologia
Desconhece-se a origem do nome dos Picos de Europa, chamados simplesmente "Picos" pelos habitantes locais e das zonas vizinhas das montanhas. Tradicionalmente associa-se a origem do topónimo ao facto de que supostamente os cumes da cordilheira eram a primeira visão de terra europeia que os navegantes vislumbravam ao vir da América, sobe as brumas da costa asturiana, mas essa suposição é contestada por muitos estudiosos. Essa etimologia foi difundida principalmente pelo geólogo espanhol Casiano de Prado (1797–1866).
Alguns autores, como o geógrafo francês Élisée Reclus (1830–1905), atribuíram uma origem basca ao nome. Outras hipóteses sugerem que a denominação se deve à surpresa dos visitantes da Península Ibérica ao encontrarem as imponentes penedos calcários nos confins da Europa, ou que o nome foi dado pelos peregrinos provenientes da Europa Central que faziam o Caminho de Santiago, os quais escolheram esse nome para devido à semelhança das montanhas com os Alpes.[carece de fontes?]
Alguns historiadores foram ao ponto de identificar os Picos da Europa com o lendário monte Vindio [es] (em latim: Mons Vindius), no qual, segundo o cronista Floro romano (c. 70–140 d.C.), os cântabros se refugiaram das legiões romanas durante as Guerras Cantábricas (29–19 a.C.), e onde pensavam que «as águas do mar subiriam antes das legiões de Roma». Na obra latina “Ora maritima”, da autoria de Avieno (segunda metade do século IV d.C.), baseada no “Périplo massaliota”, do século VI a.C., é relatado que os navegantes que passavam pela costa cantábrica rumo à Bretanha avistavam as montanhas. Em 1530, o historiador Lucio Marineo Sículo [es] chamou às montanhas Rupes Europae ("falésias europeias" em latim). Ambrosio de Morales [es] chama-lhes Montanhas da Europa em 1572. Em 1601, Prudencio de Sandoval [es], cronista de Filipe II, usa o nome Penhas ou Serras da Europa. Esses mesmos topónimos foram também usados por outros autores do século XVII, como o português Rodrigo Mendes Silva, o jesuíta Luis Alfonso de Carballo e os beneditinos Gregorio de Argaiz e Francisco de Sota.

## História

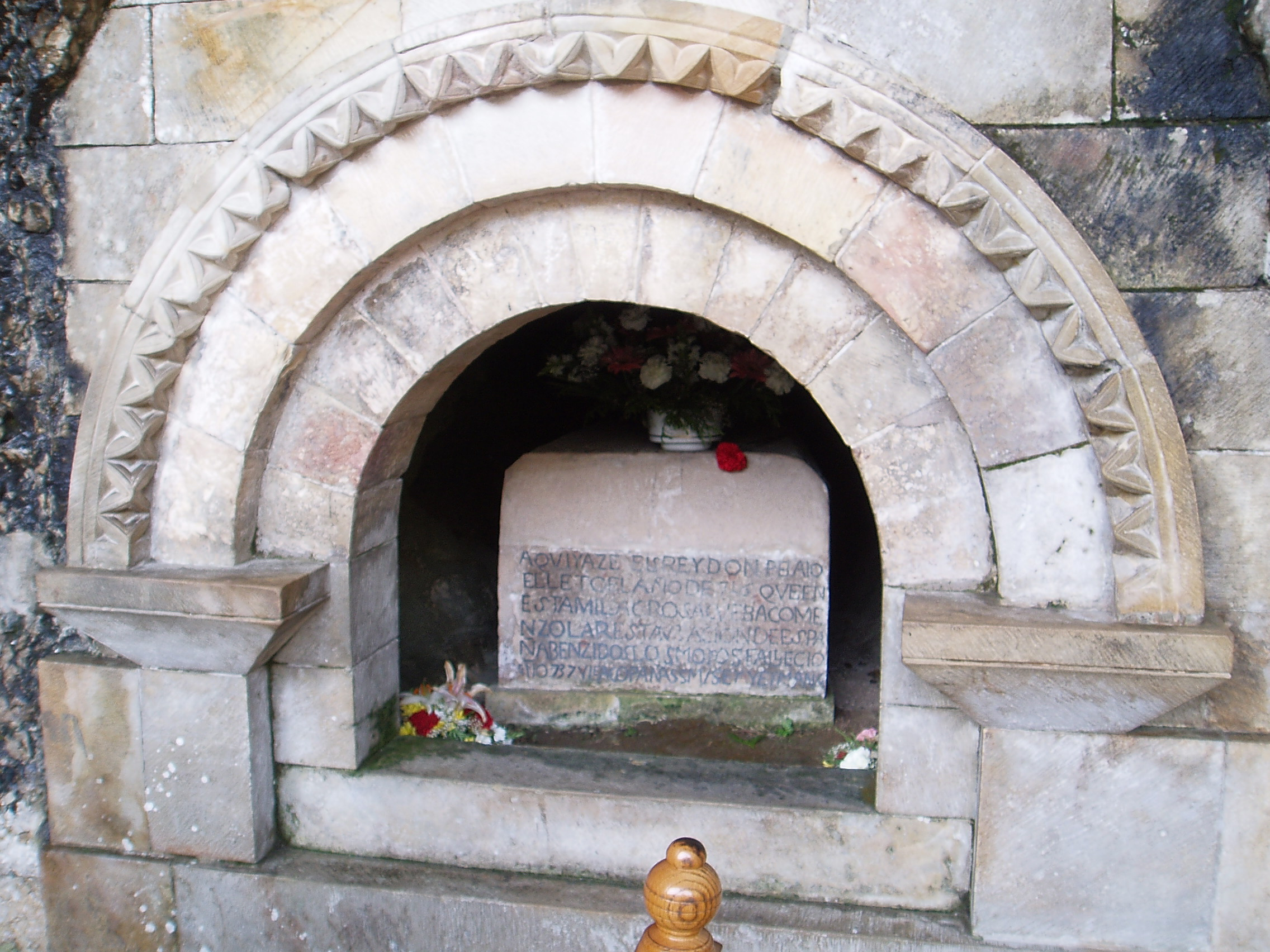
Túmulo de Pelágio, o primeiro rei das Astúrias r., em Covadonga

Os indícios mais antigos de povoamento dos Picos da Europa datam do Neolítico, quando já havia animais domesticados. As populações dessa época viviam nos vales e sazonalmente deslocavam-se para as pastagens altas, onde os seus animais tinham alimento abundante. Entre os séculos II e I a.C. os celtas chegaram à região. Os celtas tinham propensão para divinizar os fenómenos e elementos naturais e o principal deus dos que viviam nos Picos era o Mons Vindius ou Monte Branco, uma alusão aos penhascos esbranquiçados dos maciços central e ocidental. Os dois povos celtas que habitaram a cordilheira na Antiguidade, os ástures e os cântabros, tinham fama de invencíveis na guerra e para só se submeteram a Roma após décadas de confrontos, nos quais chegou a  envolvido Júlio César. Os territórios dos ástures e os cântabros só passaram para a posse dos romanos após as Guerras Cantábricas (29  19 a.C.).
Quando a Península Ibérica foi invadida em 711–713 por forças do Califado Omíada, as montanhas foram novamente cruciais para a defesa dos ástures e a primeira vitória de cristãos sobre os muçulmanos ocorreu em 722 em Covadonga, marcando o início da Reconquista. Nessa batalha, um reduzido exército comandado por um nobre asturiano, Pelágio. Ao longo da Idade Média ganham importância as igrejas e mosteiros e são fundadas aldeias e são construídos caminhos. Os habitantes viviam da caça e da pecuária. A fauna selvagem era de tal forma abundante que há registo de que no século XVI os homens de Abamia, no concelho de Cangas de Onís, iam à missa armados com lanças. O isolamento geográfico ajudou a manter as paisagens e as tradições sem alterações até à atualidade.

## Geografia

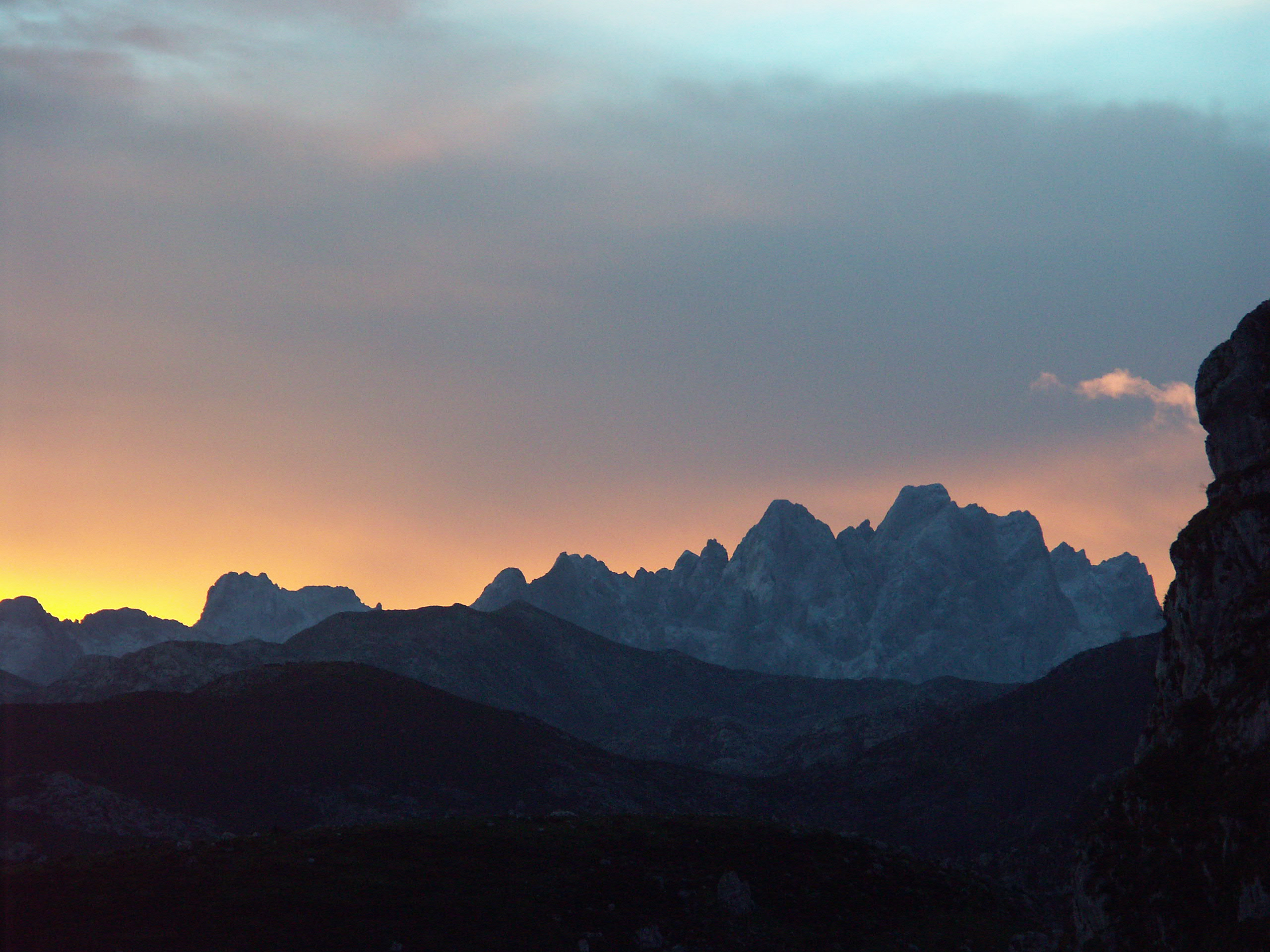
Os Urrieles visto das imediações. Os cumes mais altos são a Torrecerredo e o Pico de los Cabrones

Os Picos da Europa cobrem uma área aproximadamente retangular de 674 km², ao longo de um eixo leste–oeste, tal como o resto da Cordilheira Cantábrica da qual faz parte. Na direção norte–sul têm cerca de 20 km e na direção leste–oeste têm aproximadamente 40 km. Apesar da sua extensão modesta, têm inúmeros cumes, 14 deles deles com mais de 2 600 ft (m m), 40 com mais de 2 500 m e acima dos 2 000 m de altitude. Os vários maciços que constituem a cordilheira são definidos pelos rios que os limitam e atravessam. A cordilheira está limitada pelos rios Sela e Dobra a oeste e pelo Deva a leste. Outros rios, como o Cares e o Duje escavaram ao longo de milhões de anos os vales nos quais correm, que dão forma aos três maciços. O Cares separa os maciços do Cornión e dos Urrieles; a leste, o Duje separa estes do maciço de Ándara.
Administrativamente, as montanhas estendem-se por três comunidades autónomas: as Astúrias (a noroeste), Cantábria (a nordeste) e Castela e Leão (província de Leão, a sul). A zona central dos Picos é praticamente equidistante das três capitais provinciais (Oviedo, Leão e Santander), distante entre 85 e 90 km de cada uma delas. No Pico Tesorero, no maciço central, é o ponto onde se cruzam os limites das três províncias.
O Parque Nacional dos Picos da Europa, o primeiro parque nacional espanhol, foi criado em 22 de julho 1918, ano da comemoração do 12.º centenário da batalha de Covadonga, sob o impulso de Pedro Pidal [es], que além de ser um político influente, foi também pioneiro do alpinismo espanhol. Inicialmente o parque, fundado com o nome de Parque Nacional da Montanha de Covadonga, apenas abrangia uma parte do maciço ocidental, que incluía os lagos de Covadonga e a Santa Gruta de Covadonga. Depois de várias décadas em que muitos defenderam que o parque devia incluir a totalidade dos Picos, o parque foi ampliado e rebatizado em 1995 com o nome atual — Parque Nacional dos Picos da Europa. Em 2015 foi novamente ampliado, tendo sido incorporado o concelho de Peñamellera Alta e aumentada a área do parque no concelho de Peñamellera Baja. Em 2003, uma parte dos Picos da Europa foi classificada como reserva da biosfera. A área total da reserva é 638.3 km², o núcleo tem 165,38 km² e a zona de proteção tem 458,9 km².
A temperatura mínima recorde registada em Espanha — -35,8 °C —  ocorreu em Vega de Liordes, no município de Posada de Valdeón, a 7 de janeiro de 2021.

## Maciços

### Maciço ocidental ou Cornión
| 10 cumes mais altos do Cornión                 |                        |              |             |
| Torre Santa, também chamada Peña Santa de León |                        |              |             |
|                                                | Cume                   | Altitude (m) | Localização |
| 01                                             | Torre Santa            | 2 596        | Leão        |
| 02                                             | Torre de Santa Maria   | 2 486        | Astúrias    |
| 03                                             | Torre de Enmedio       | 2 467        | Astúrias    |
| 04                                             | Aguja José de Prado    | 2 463        | AS/ LE      |
| 05                                             | Torre de la Horcada    | 2 455        | Astúrias    |
| 06                                             | Torre del Torco        | 2 452        | AS/ LE      |
| 07                                             | Torre de Cebolleda III | 2 445        | Astúrias    |
| 08                                             | Aguja Alpino           | 2 438        | AS/ LE      |
| 09                                             | Aguja de Juan Menéndez | 2 435        | AS/ LE      |
| 10                                             | Aguja Cimadevilla      | 2 432        | AS/ LE      |
| Torres da Cebolleda                            |                        |              |             |

É o maciço mais extenso e é limitado pelos rios Sela e Dobra a oeste e pelo Cares a leste. Administrativamente, uma parte está nas Astúrias (concelhos de Amieva, Cabrales, Cangas de Onís e Onís) e outra em Leão (municípios de Sajambre e Valdeón).

#### Zona norte
Um dos locais que atrai mais visitantes na parte mais setentrional do Cornión
é a área dos lagos de Covadonga, a partir da qual a altitude vai crescendo à medida que se avança para sul, em direção aos refúgios de Vegarredonda (1 420 m) e de Vega de Ario (1 615 m). O mirador de Ordiales, onde está sepultado o pioneiro do alpinismo espanhol  Pedro Pidal [es], encontra-se ainda mais alto (1 691 m).
O refúgio de Vegarredonda é um bom ponto de passagem para alcançar a zona central e ocidental, enquanto que o de Vega de Ario, também chamado Marquês de Villaviciosa em homenagem ao primeiro escalador do Naranjo, se situa na zona mais oriental do maciço. Desde este local e dos cumes vizinhos do Jultayu do Cuvicente tem-se uma vista privilegiada sobre a muralha do maciço central. Destes dois cumes, com aproximadamente 2 000 m de altitude, também se avista, 1 500 m mais abaixo, no fundo dum vale, a aldeia de Caín, um ponto intermédio na rota de caminhada do Cares [es], a qual parte de Posada de Valdeón e vai até Camarmeña, e cuja parte com melhores vistas panorâmicas é o trecho a partir de Caín. Entre o refúgio de Vega de Ario e o cume do Jultayu encontra-se[carece de fontes?] o sistema do Jitu [es], um conjunto de algares cársticos de grande importância geológica, que atinge uma profundidade de 1 135 m e está classificado como  monumento natural.
Outros cumes que cabe destacar nesta zona são, na sua parte mais setentrional, a Peña del Jascal (1 724 m) e o Cabezo Llorosos (1 798 m). Mais a sul há picos mais altos e partindo do Cuvicente para sudoeste, direção à área das Peñas Santas, passa-se por diversas montanhas mais altas, como a Peña Blanca e a Robliza, ambas com mais de 2 200 m.

#### Zona central
A forma mais comum e simples de entrar na zona central do Cornión, situada antes da área das Peñas Santas, é pasando por Vegarredonda. Na parte oriental encontram-se montanhas como o Pico Cotalba (2 026 m), o Requexón (2 174 m), o Porru Llagu (1 926 m), a Torre de los Tres Poyones (2 092 m) ou Porru Bolu (2 025 m), uma massa calcária que tem semelhanças com o Pico Urriellu. Um pouco mais longe, já perto dos contrafortes da Torre de Santa Maria, situam-se Los Argaos, um conjunto de cumes alinhados na direção N-S em que o mais alto deles é o mais meridional, com 2 152 m.

#### Área das Peñas Santas
Junto ao Jou Santo situam-se os cumes mais relevantes do maciço ocidental, destacando-se principalmente a Torre Santa (também chamada Peña Santa de León e Peña Santa de Castilla; 2 596 m), a mais alta do maciço. Segue-se-lhe, em altura, a Torre de Santa Maria (também chamada Peña Santa de Enol e Torre Santa de Enol; 2 486 m), a norte da qual se ergue a Aguja de Enol. A oeste da Torre de Santa Maria encontra-se o grupo das cinco Torres de Cebolleda, cujo ponto mais alto tem 2 438 m. A sul da Torre Santa encontra-se alinhados na direção N-S, depois de da Horcada de Santa María (2 346 m), a Torre de Enmedio (2 467 m), la Torre das Três Marias (2 420 m) e a Torre do Torco (2 452 m). Este está separado da imensa muralha que a Peña Santa forma no sentido L-O pela Forcadona (2 304 m). Na área há ainda outros cumes importantes, como a Aguja del Corpus Christi e a Aguja del Gato a sudoeste, ou a Aguja José de Prado, esta última quase integrada na imponente muralha do teto do Cornión.
Partindo da Torre do Torco na direção de oeste, encontram-se os picos dos Estribos (2 300 m), a Torre da Cabra Branca (2 320 m), o Dente (2 301 m) e a Garita Cimera (2 276 m). A noroeste do Jou Santu, e separada da Torre de Santa Maria pelo Jou dos Asturianos, ergue-se o Pico dos Asturianos (2 274 m), a Torre de la Canal Parda (2 350 m) e a Torre del Alba (ou dos Traviesos; 2 393 m).

#### Setor da Bermeja
A zona meridional do maciço do Cornión é dominada pela Torre Bermeja, que com os seus 2 400 m, se destaca entre todas as elevações em seu redor. Dentre estas destacam-se, a norte, entre a Bermeja e a Peña Santa, picos como as Torres do Cotalbín, a Punta Extremera, o Cuetalbo e, mais para oeste, os Altos del Verde. Todos estes cumes têm aproximadamente 2 200 m de altitude.
Mais perto da Torre Bermeja e a oeste desta, situam-se os Moledizos I e II, com 2 254 m e 2 295 m, respetivamente. A sul da Torre Bermeja também se encontram cumes relevantes, como o Pardo Pescuezo (2 302 m), as Torres de Parda (2 317, 2 316 e 2 236 m), a Torre de Ita (2 236 m), a Torre Ciega (2 240 m) e as torres de las Arestas (2 136, 2 125 e 2 122 m).
A sul destas montanhas encontra-se um conjunto de outras com altitudes que rondam os 2 000 m como o Canto Cabronero (1 996 m) e a Peña Beza (1 958 m). As montanhas em volta de Vegabaño, onde há um refúgio de montanha a 1 300 m de altitude, são de altura inferior. Delas podem destacar-se o Pico Jario (1 913 m), a Pica Neón (1 792 m) e a Peña Dobres (1 796 m), todas elas perto da aldeia leonesa de  Soto de Sajambre [es].

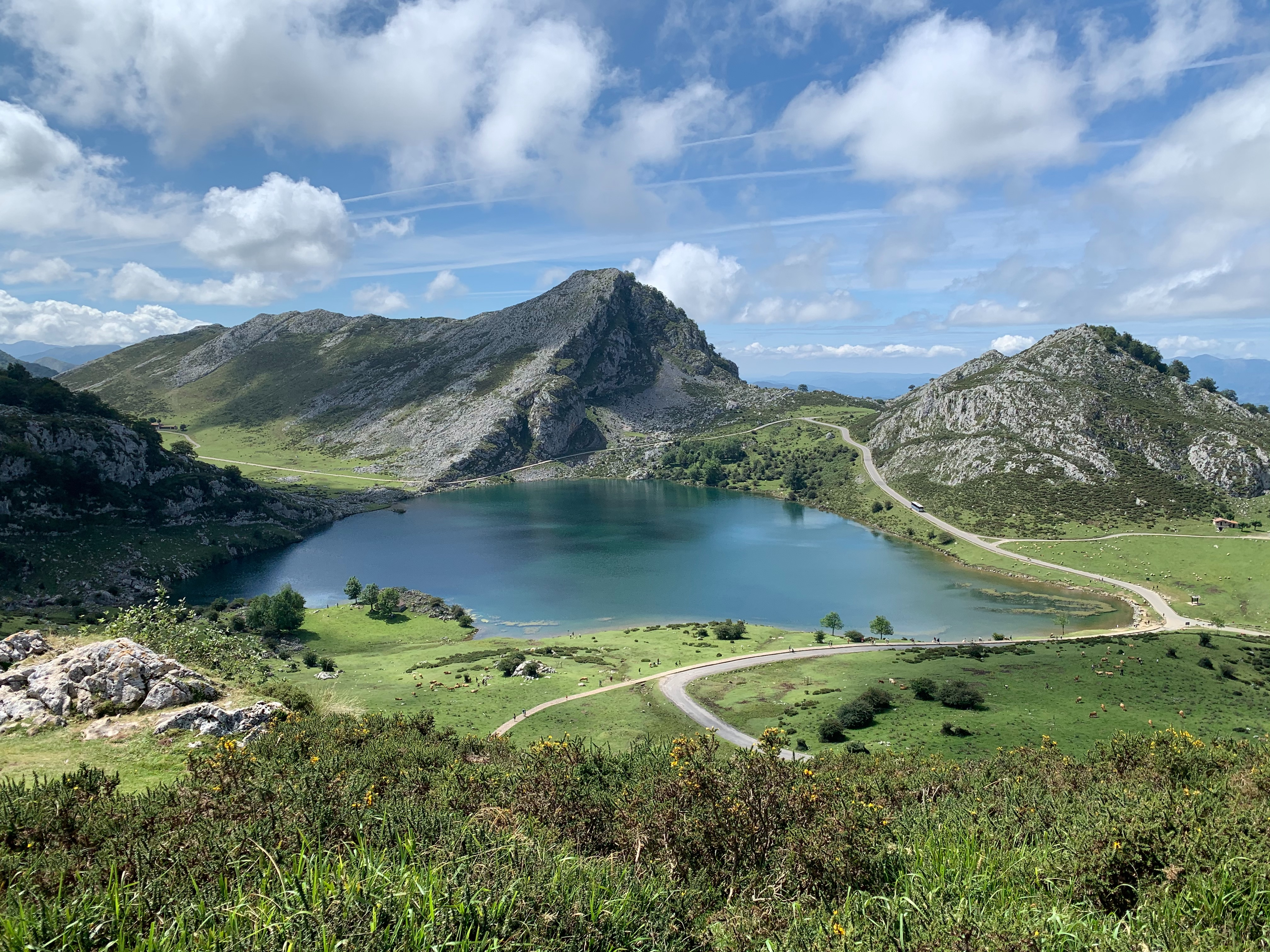
Lago Enol
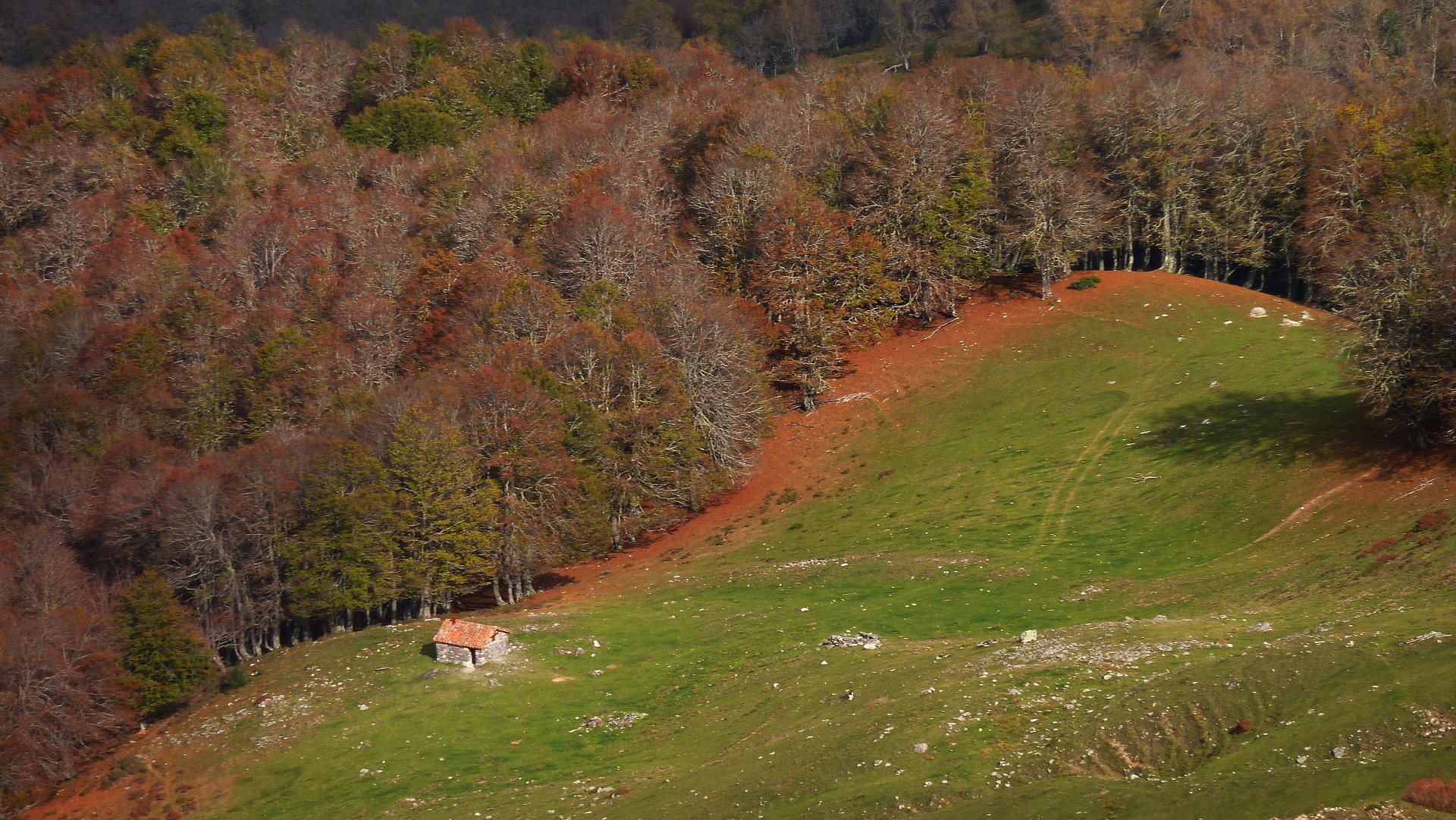
O bosque de Vegabaño no outono visto do Pico Jario
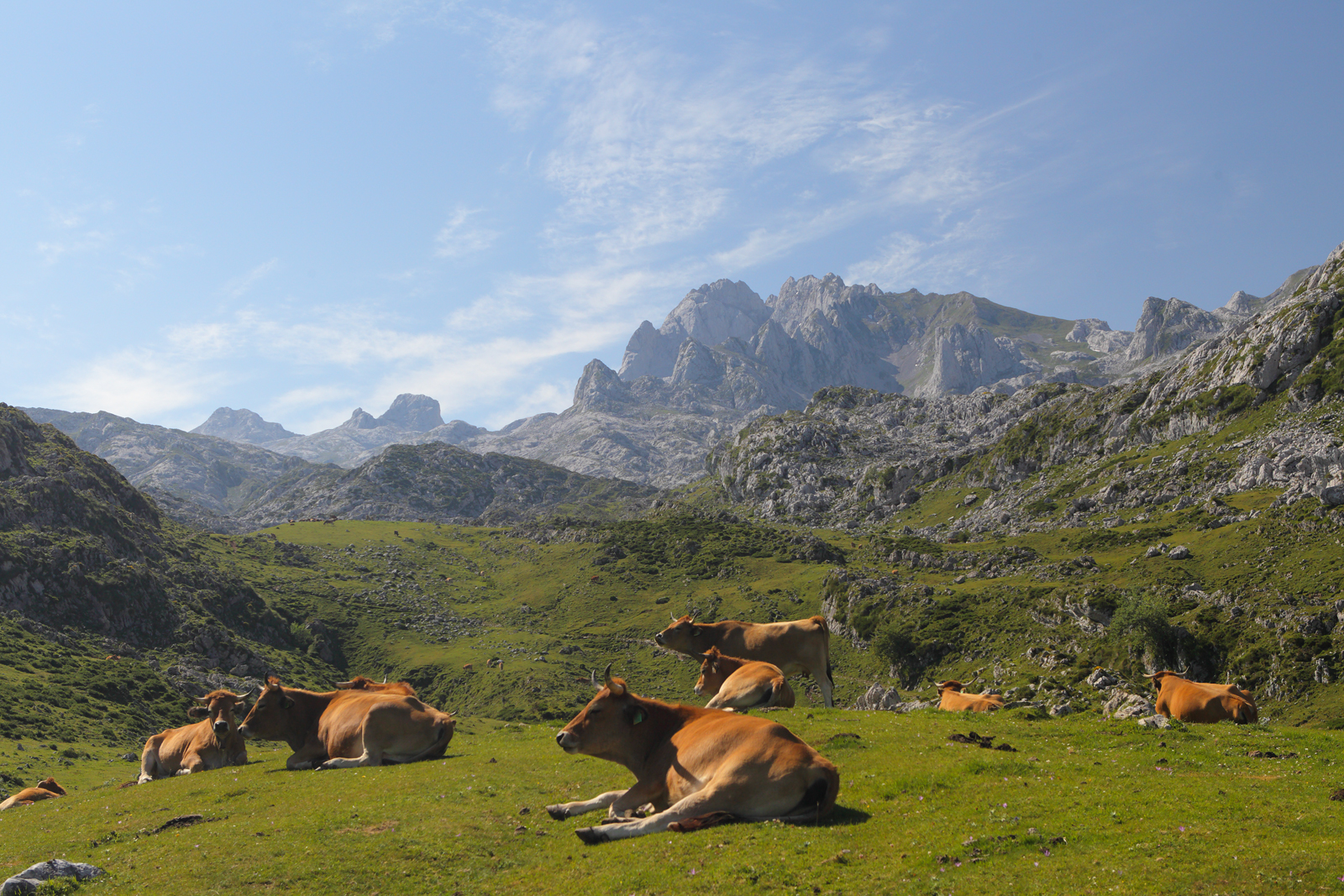
Torre de Santa Maria, também chamada Peña Santa de Enol
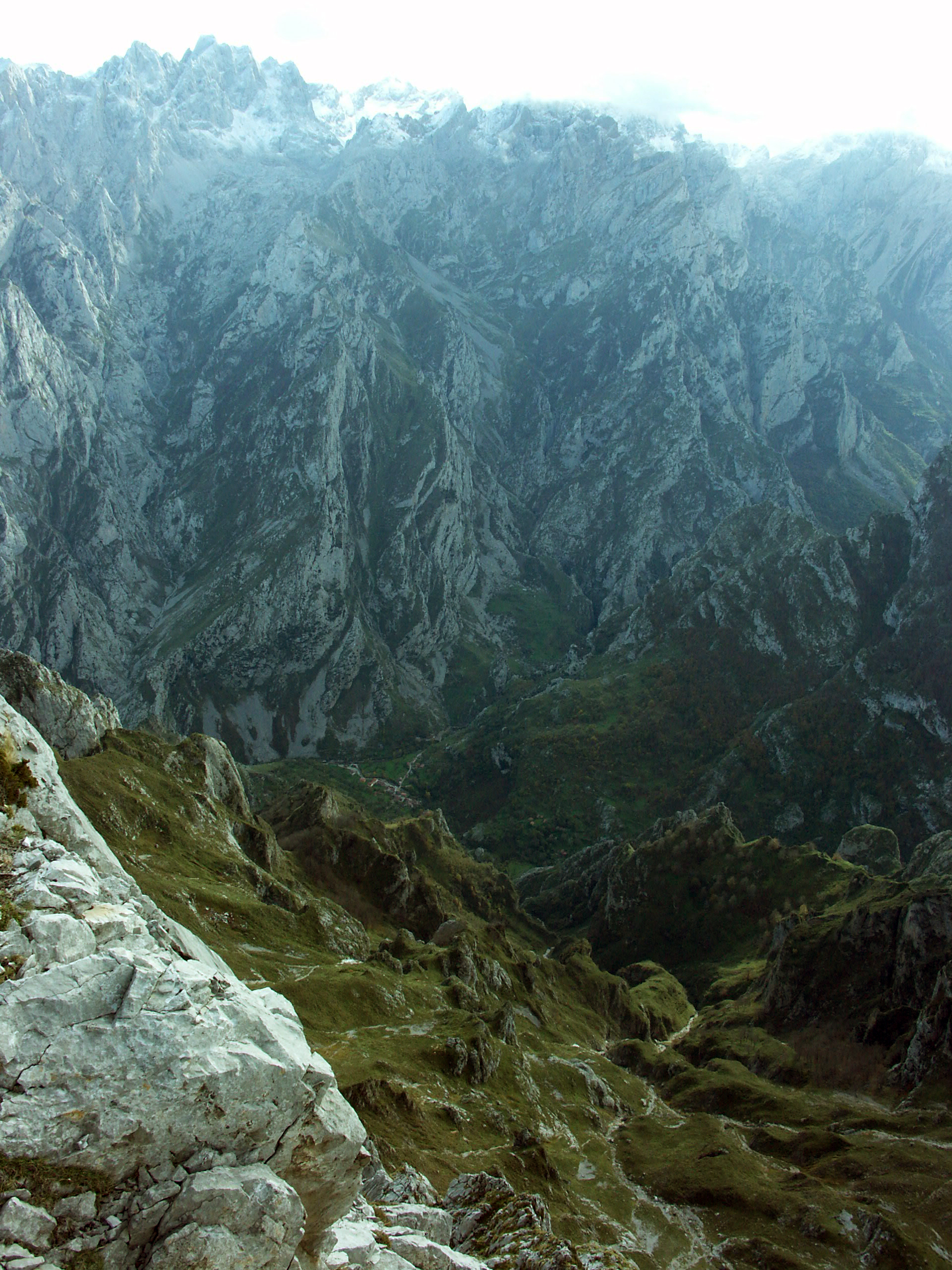
Vista desde o Cuvicente da Torre Cerredo, com a aldeia de Caín 2 200 m abaixo

### Maciço central ou dos Urrieles
| 10 cumes mais altos dos Urrieles                                                      |                        |              |             |
| A Torre Cerredo (esquerda) e o Naranjo de Bulnes (à direita), vistos do Pico Tesorero |                        |              |             |
|                                                                                       | Cume                   | Altitude (m) | Localização |
| 01                                                                                    | Torre Cerredo          | 2 650        | AS/ LE      |
| 02                                                                                    | Torre del Llambrión    | 2 642        | Leão        |
| 03                                                                                    | Torre del Tiro Tirso   | 2 641        | Leão        |
| 04                                                                                    | Torre sin Nombre       | 2 638        | Leão        |
| 05                                                                                    | Torre Casiano de Prado | 2 622        | Leão        |
| 06                                                                                    | Torre Llastria         | 2 621        | Leão        |
| 07                                                                                    | Torre Blanca           | 2 619        | CB/ LE      |
| 08                                                                                    | Peña Vieja             | 2 617        | Cantábria   |
| 09                                                                                    | Torre de la Palanca    | 2 614        | Leão        |
| 10                                                                                    | Torre Bermeja          | 2 606        | AS/ LE      |
| Vega de Urriello e Naranjo de Bulnes                                                  |                        |              |             |

O maciço central situa-se entre os vales escavados pelos rios Cares e Duje. É o mais agreste e mais vertical dos Picos da Europa, onde se situam os cumes mais altos da cordilheira, pois 38 dos seus picos ultrapassam os 2 500 m, entre eles 14 com mais de 2 600 m. Fora dos Urrielles só a Peña Santa, no maciço ocidental, entraria nesse grupo de montanhas com mais de 2 500 m.
Apesar de menos extenso do que o maciço do Cornión, o maciço dos Urrielles tem mais área de alta montanha do que o anterior, que culmina na Torre Cerredo, com 2 650 m de altitude. Apesar de mais alto, esse não é o cume mais famoso dos Picos da Europa nem do Cornión, mas sim o Naranjo de Bulnes [es] (em asturiano: Picu Urriellu), situado mais a leste, que é uma espécie de símbolo das montanhas asturianas e é considerado o local de nascimento do alpinismo espanhol. Foi no Naranjo de Bulnes que foi aberta em 1962, na face ocidental, a primeira via de ascensão com 550 m verticais na rocha calcária. A abertura dessa via, chamada "Sonhos de Inverno" deve-se a Alberto Rabadá [es], Ernesto Navarro [es], José Luis García Gallego e Miguel Ángel Díez Vives. Para preparar a via, os dois últimos estiveram pendurados na parede vertical 69 dias ininterruptamente.
À semelhança do Cornión, o maciço central pode dividir-se em várias zonas distintas.

#### Grupo da Peña Maín
No sentido norte-sul, as primeiras montanhas são as do grupo da Peña Maín, entre as quais se destacam o Cueto Redondo, a Cabela la Mesa (que com 1 605 m é a mais alta deste conjunto) e a Cabecina Quemada. Os cumes de quaisquer dessas montanhas são ótimos locais para ter uma vista do coração dos Urrieles.
A oeste situa-se Bulnes, uma aldeia que pela sua situação e pelo isolamento a que a topografia a submeteu durante séculos, é provavelmente a que melhor representa a presença do homem num ambiente tão hostil. Desde Bulnes pode alcançar-se, primeiro através do canal de Balcosín e depois pelo canal de Camburero, o sopé do pico que tem o nome da aldeia, o Naranjo de Bulnes.

#### Grupo do Picu Urriellu
Pode considerar-se que os limites deste conjunto de montanhas são marcados a sul pela collada de Santa Ana e pela Peña Castil a norte. Começando a sul destacam-se as torres do Tiro Navarro, um conjunto de três cumes, o mais alto deles com 2 602 m. Mais a norte, seguindo pela horcada do Infanzón (2 482 m), erguem-se os Campanários, outro grupo de três cumes, o mais alto deles com2 572 m. A leste deste conjunto, através do Jou do Infanzón, encontra-se a Torre dos Tiros de Santiago, e um pouco mais a norte o Cuchallón de Villasobrada (2 416 m).
O Urriellu (ou Naranjo de Bulnes), juntamente com as montanhas em seu redor, forma o Jou tras el Picu, um círculo de montanhas que no seu interior tem uma cova profunda. Partindo de norte, no sentido dos ponteiros dum relógio, erguem-se sucessivamente a Torre do Carnizoso (2 332 m), a Torre del Oso ("do Urso"; 2 461 m), o Risco Víctor e, através da chamada falsa Collada Bonita, a Aguja de los Martínez (2 422 m), de onde se desce até à Collada Bonita (2 382 m), um local privilegiado para observar a encosta sul do Picu. Continuando para sul surge a Torre de las Colladetas (2 456 m) e seguidamente a Morra, um cume bicéfalo cuja altura máxima é 2 554 m, o que faz dela o cume mais alto dos que o rodeiam, juntamente com o Naranjo e o Jou tras el Picu. A zona a oeste deste é dominado pelos Tiros de la Torca (2 386 m), uma espécie de antecâmara meridional do Naranjo (2 519 m), do qual parte o canal da Celada para a Vega (várzea) de Urriellu. A leste deste conjunto fica a Peña Castil (2 444 m), uma pirâmide imponente que marca o limite setentrional das grandes alturas de los Urrieles.

#### Grupo de Torre Cerredo
Este setor situa-se a oeste do Naranjo e é limitado a oeste pelo rio Cares. No sentido norte-sul, a primeira elevação é o Murallón de Amuesa e a altitude aumenta rapidamente até chegar aos primeiros cumes, como os Cuetos del Trave (2 253 m de altitude máxima) e, após passar a Collada del Água, o Pico de Dobresengros (2 395 m). O canal de Dobresengros é uma senda com 2 000 m de desnível que parte das imediações de Caín e vai até aos cumes mais altos desta área.

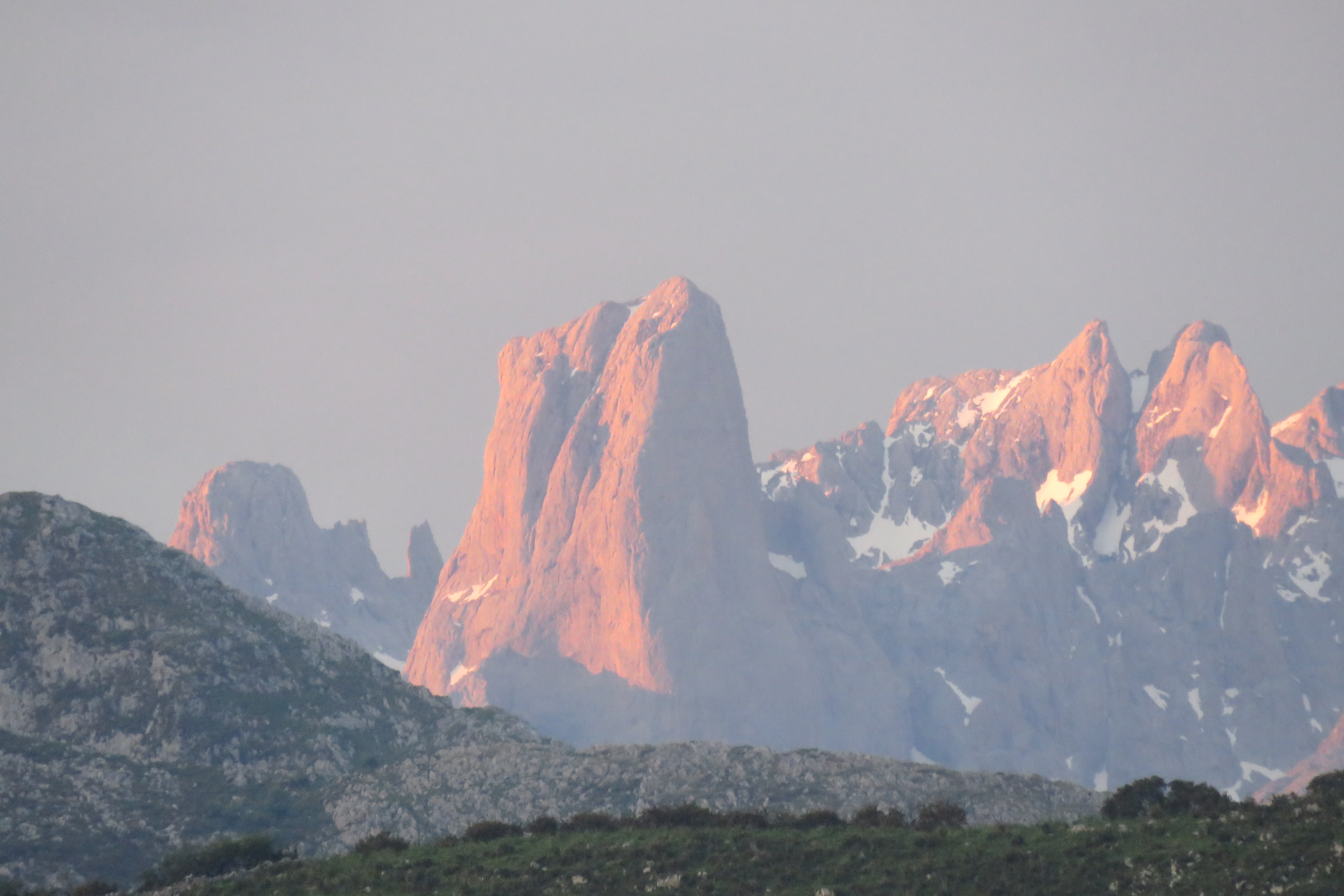
Naranjo de Bulnes

A sul do Pico de Dobresengros surge, imponente, o conjunto de Cabrones. O primeiro cume deste conjunto são as Agujas de Cabrones (2 474 m), a que se segue o Pico de los Cabrones (2 553 m), um cume com uma silhueta estilizada que a leste abriga o Jou de los Cabrones, uma área bastante árida onde se situa o refúgio José Ramón Lueje (2 035 m) e o sistema do Trave, um conjunto de três algares que, com 1 441 m de profundidade, é o mais importante dos Picos da Europa. Continuando na mesma senda, alcança-se a Torre Cerredo (ou Torrecerredo; 2 650 m), a montanha mais alta dos Picos, do cimo do qualse tem uma vista privilegiada, sobretudo do maciço das Peñas Santas. A Torre Cerredo é ladeada por duas agulhas, a Risco Saint Saud (2 575 m) e, ligeiramente mais abaixo, a Torre de Labrouche (2 525 m). Estes cumes têm o nome de dois franceses que foram pioneiros na exploração dos Picos de Europa no final do século XIX, Aymar de Saint-Saud [fr] e Paul Labrouche.
Seguindo para sul, junto à Torre Cerredo ergue-se a Torre Bermeja (2 606 m) e, após passar a Collada Bermeja (2 485 m), a Torre Coello (2 584 m). Virando para leste e posteriormente para norte, encontram-se sucessivamente o Tiro del Oso (2 576 m), a Horcada de Don Carlos (2 418 m), o pico de Boada (2 523 m) e a Torre de la Párdida (2 596 m). O cimo desta última é um local privilegiado para para avistar a encosta ocidental do Naranjo de Bulnes, a Torre Cerredo e, mais longe, o Cornión.
Saindo da Torre Bermeja em direção a norte encontra-se o Neverón de Urriellu (2 559 m) e o Diente de Urriellu. Mais a norte, depois de atravessar a Horcada Arenera, surge o conjunto dos Albos, onde se destacam o Neverón Albo (2 442 m), o Cueto Albo (2 414 m), o Pico Albo (2 442 m) e as três Torres Areneras (2 445 m a mais alta). Continuando para norte desde Los Albos percorre-se o canal de Camburero e posteriormente o de Balcosín até chegar à aldeia de Bulnes.

#### Grupo da Peña Vieja
Partindo da zona sul da área anterior, ou seja, do Tiro del Oso, e seguindo a linha que marca os limites entre Leão e as Astúrias, encontram-se os Picos Arenizas, um cume triplo cujo ponto mais alto tem 2 515 m. Continuando para o sul dos Urrieles, surge o Pico Tesorero (2 570 m), com a sua forma peculiar de pirâmide estilizada, onde se encontram os limites das comunidades autónomas de Castela e Leão, Astúrias e Cantábria. Do cimo do Tesorero avistam-se quase todos os pontos mais relevantes do maciço dos Urrieles.
Abandonando o limite provincial de Leão e seguindo ao longo da linha que separa as Astúrias da Cantábria, em direção a leste, ergue-se a Torre de los Horcados Rojos (2 503 m) e, mais adiante, os Picos de Santa Ana (2 601 m o mais alto). Em direção a sudeste, já em território da cantábrico, passa-se às duas agulhas gémeas, a de Canalona e a de Bustamante, antes de chegar à Peña Vieja, que com 2 619 m é a mais alta deste conjunto de montanhas e de toda a Cantábria. A sul, nos limites do maciço dos Urrieles, situa-se a Peña Olvidada (2 430 m), e seguindo para noroeste desde os Picos de Santa Ana chega-se às Torres do Tiro Navarro. O conjunto Arenizas, Tesorero, Horcados Rojos, Santa Ana e Tiro Navarro rodeiam o Jou de los Boches, situado a sul do Jou Sin Tierre, que por sua vez se entende a norte até à Vega de Urriellu. Na direção contrária, a sul dos Horcados Rojos, encontra-se o Jou Sin Tierre, em cuja extremidade noroeste se situa o refúgio de Cabaña Verónica [es], a 2 325 m de altitude. Este é o refúgio mais peculiar dos Picos, pois a sua estrutura é a cúpula metálica das baterias antiaéreas do navio porta-aviões norte-americano USS Palau.
A norte da Peña Vieja, passando os Cuetos de San Juan de la Cuadra, entra-se em território asturiano e chega-se ao vale das Moñetas, deixando a oeste o grupo do Picu Urriellu. A caminho das Vegas (várzeas) de Sotres (o limite oriental dos Urrieles), passa-se pelo pioresco lago da Moñetas. A leste da Peña Vieja situam-se as pradarias de Áliva, onde nasce o rio Duje, que marcam a divisória entre o maciço central e o maciço oriental. É uma área muito concorrida, quer pela sua beleza quer por ser o caminho entre a estação do teleférico de Fuente Dé e a aldeia de Espinama, o que faz dela um dos acessos da comarca de Liébana aos Picos da Europa. Ali se encontra o refúgio de Áliva, o maior das imediações dos Picos.

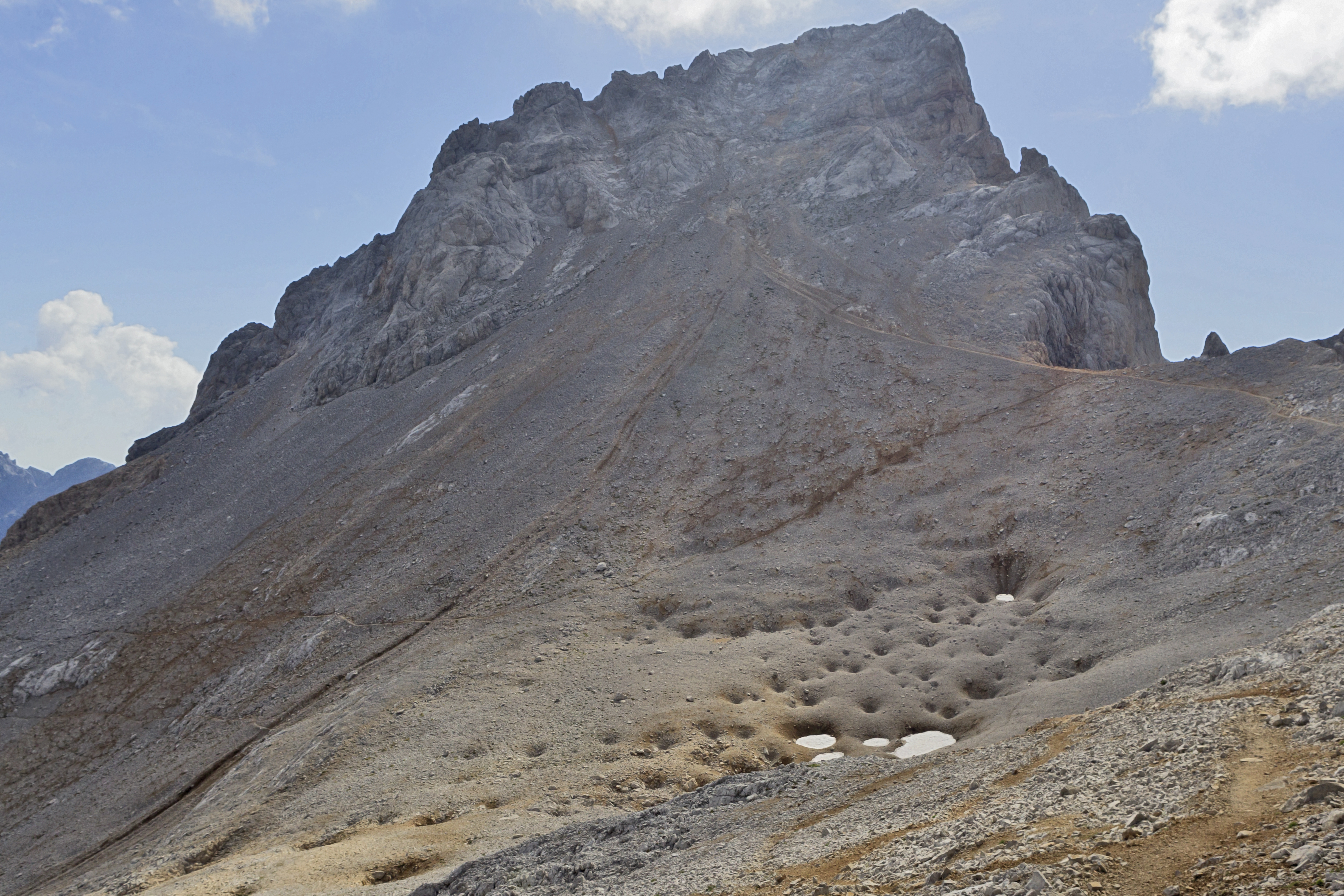
Peña Vieja
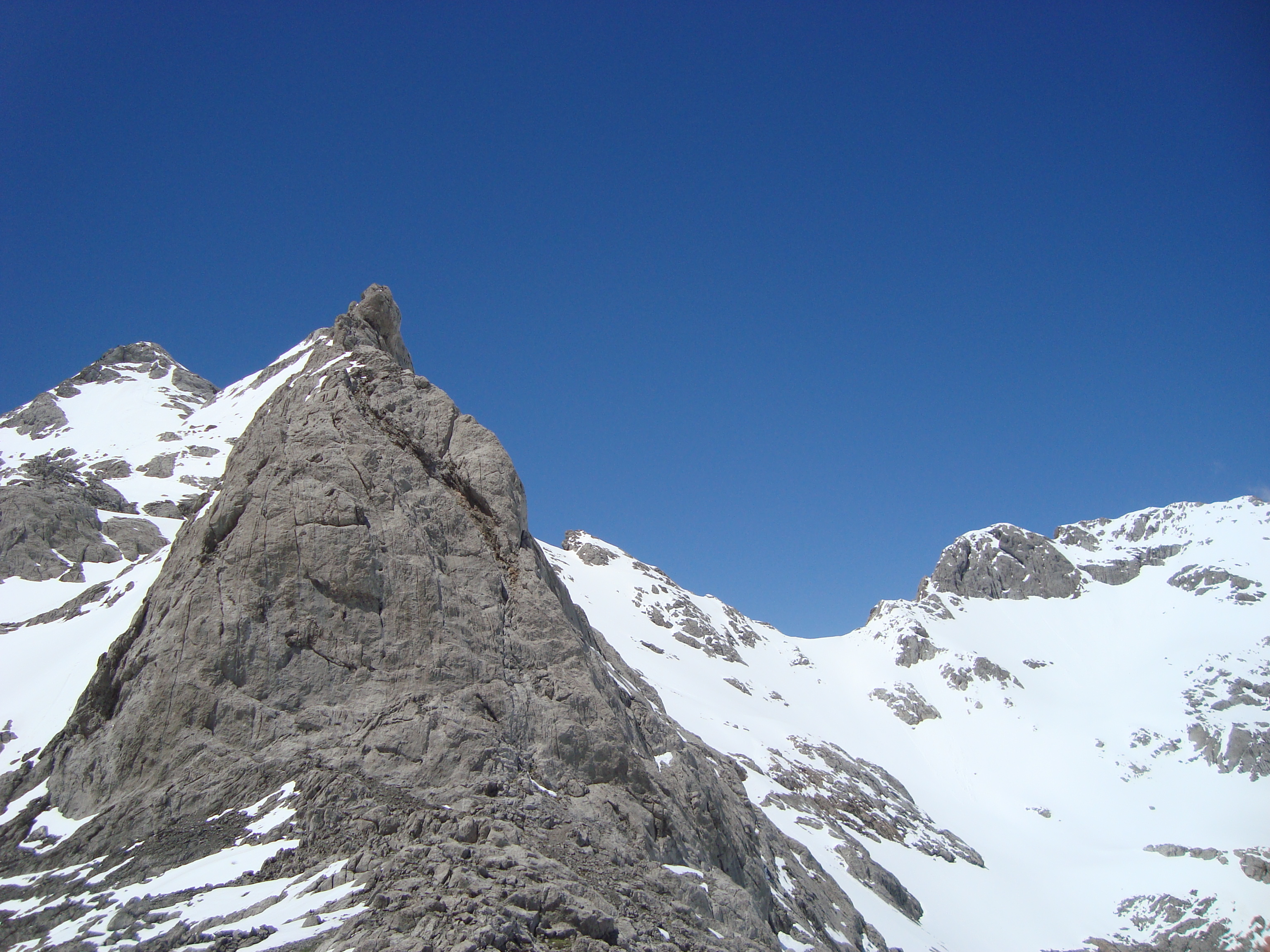
Pico Tesorero
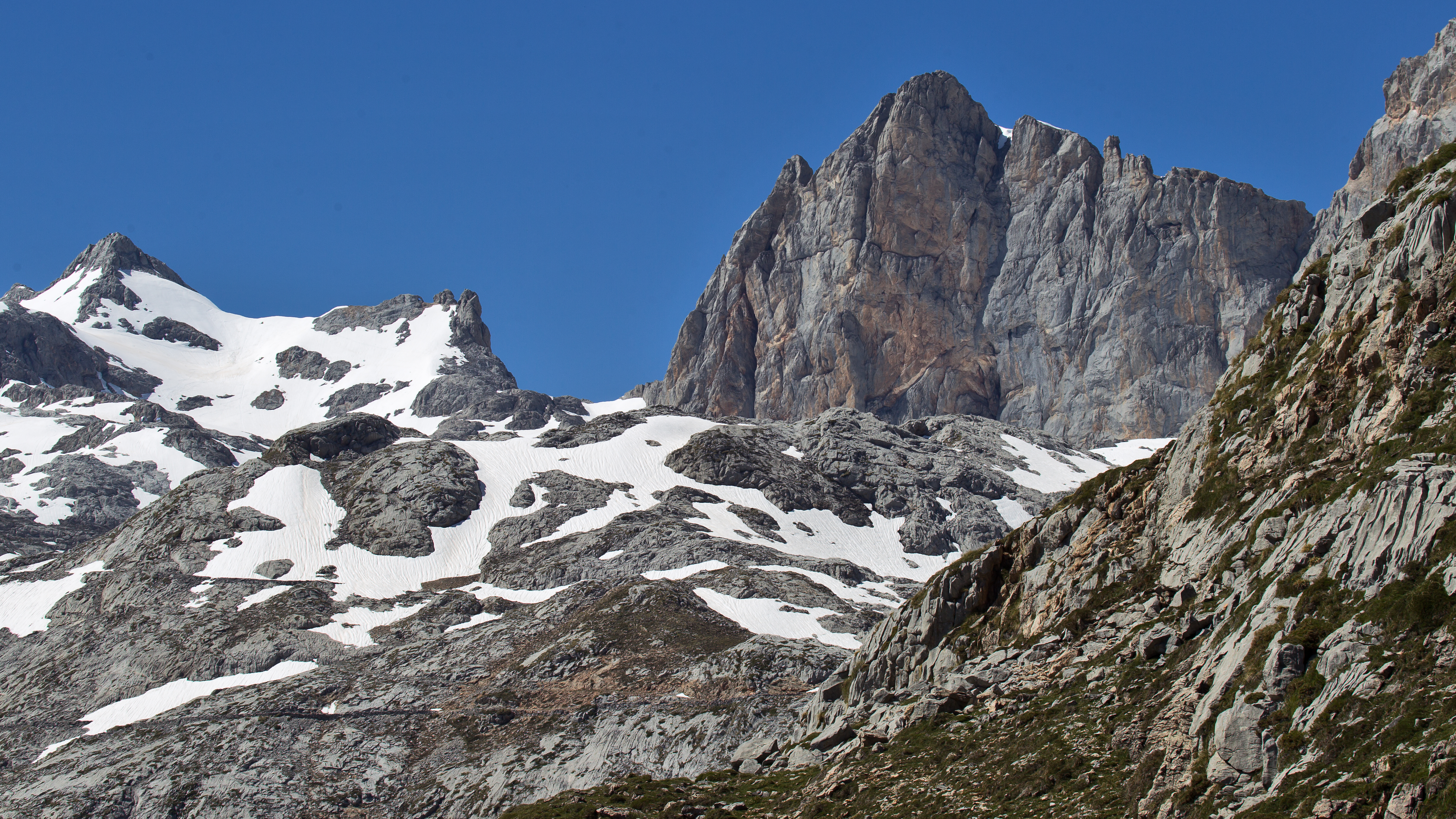
Torre de Horcados Rojos
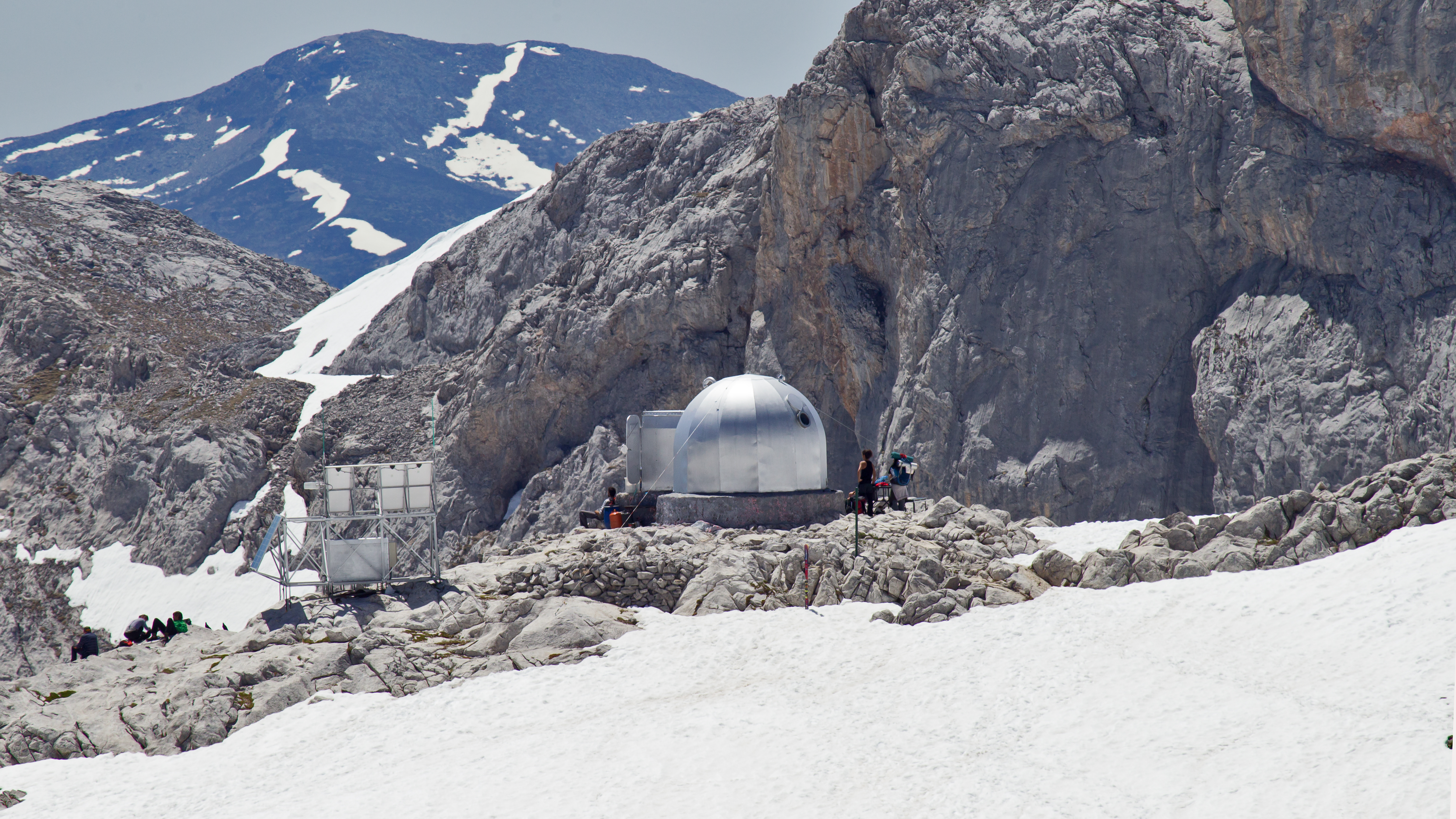
Refúgio de Cabaña Verónica

#### Setor do Llambrión
Nesta zona, situada na parte sudoeste do maciço central, encontra-se a maior concentração de montanhas dos Picos da Europa, nove delas com mais de 2 600 m. Em redor da mais alta, a Torre del Llambrión (2 642 m), há várias montanhas relevantes muito próximas. Pela sua altura, que rivaliza com o Llambrión, destaca-se a Torre del Tiro Tirso (2 641 m) e a Torre sin Nombre (2 638 m), que na década de 2000 estava em vias de ser batizada Torre Schulze, em homenagem a outro pioneiro do montanhismo nos Picos. Cabe mencionar também a Torre Casiano de Prado (2 622 m), a Torre Llastria (2 621 m), a Torre Blanca (2 617 m), a Torre de la Palanca (2 614 m), a Torre de Peñalara (2 607 m) e a Torre del Hoyo Grande (2 602 m).
A sudeste da Torre Blanca erguem-se elevações importantes, como a Torre del Tiro Llago, o Pico Madejuno e os Tiros de Casares, já nas imediações de Cabaña Verónica. Seguindo para sudeste, em direção a Fuente Dé, na extremidade sul dos Urrieles, vão surgindo outros cumes, como a Torre del Hoyo Oscuro, o Pico de San Carlos, a Torre del Altáiz e o Pico de la Padiorna. A oeste da Torre de la Palanca  elevam-se três torres importantes: a de Diego Mella, a de Delgado Úbeda e a de Peñalba. Continuando para oeste, a altitude começa a diminuir, passando-se por vários cumes mais baixos, até chegar ao leito do rio Cares. No início desse percurso passa-se pela Torre de la Celada (2 470 m), também chamada Torre de Don Pedro Pidal [es], em homenagem a esse montanhista tão importante na história da exploração dos Picos.

#### As Peñas Cifuentes
Na parte ocidental do maciço, muito perto do rio Cares, destacam-se sucessivamente a Aguja de María del Carmen, El Borracho, a Cantadota e a Torre de las Mojosas. Cada uma destas montanhas é mais alta do que a anterior, com a altitude da última rondando os 2 000 m. Rodeando pelo sul o Hoyo de las Mojosas, em direção a leste, atinge-se a Aguja de María Luisa (2 386 m) e imediatamente depois a Torre del Friero (2 445 m), que apesar de não ser, por pouco, a montanha mais alta do conjunto, é a que tem as paredes mais espetaculares e difíceis de escalar, principalmente na vertente setentrional. Mais a leste acede-se ao canal da Cabida (ou Chavida; 2 160 m), que separa a área do Friero da área central, que é dominado pela Torre de Salinas (2 446 m). Antes de chegar à Torre del Hoyo de Liordes (2 474 m), a mais alta do conjunto, passa-se pela Torre del Hoyo Chico (2 356 m).
Continuando para leste, passa-se primeiro pelo canal do Pedavejo (2 030 m) e depois pelo Alto de la Canal, Peñas de la Regaliz (cume triplo, o mais alto com 2 229 m), Torre del Alcacero (2 247 m) e Peña Remoña (2 227 m). O caminho depois desce em direção a Fuente Dé, mil metros abaixo. A leste de Fuente Dé, já fora da serra das Peñas Cifuentes, situam-se cumes como o Joracao e o Valdemoro, cuja altitude ronda os 1 800 m e que marcam o limite sudeste dos Urrieles.

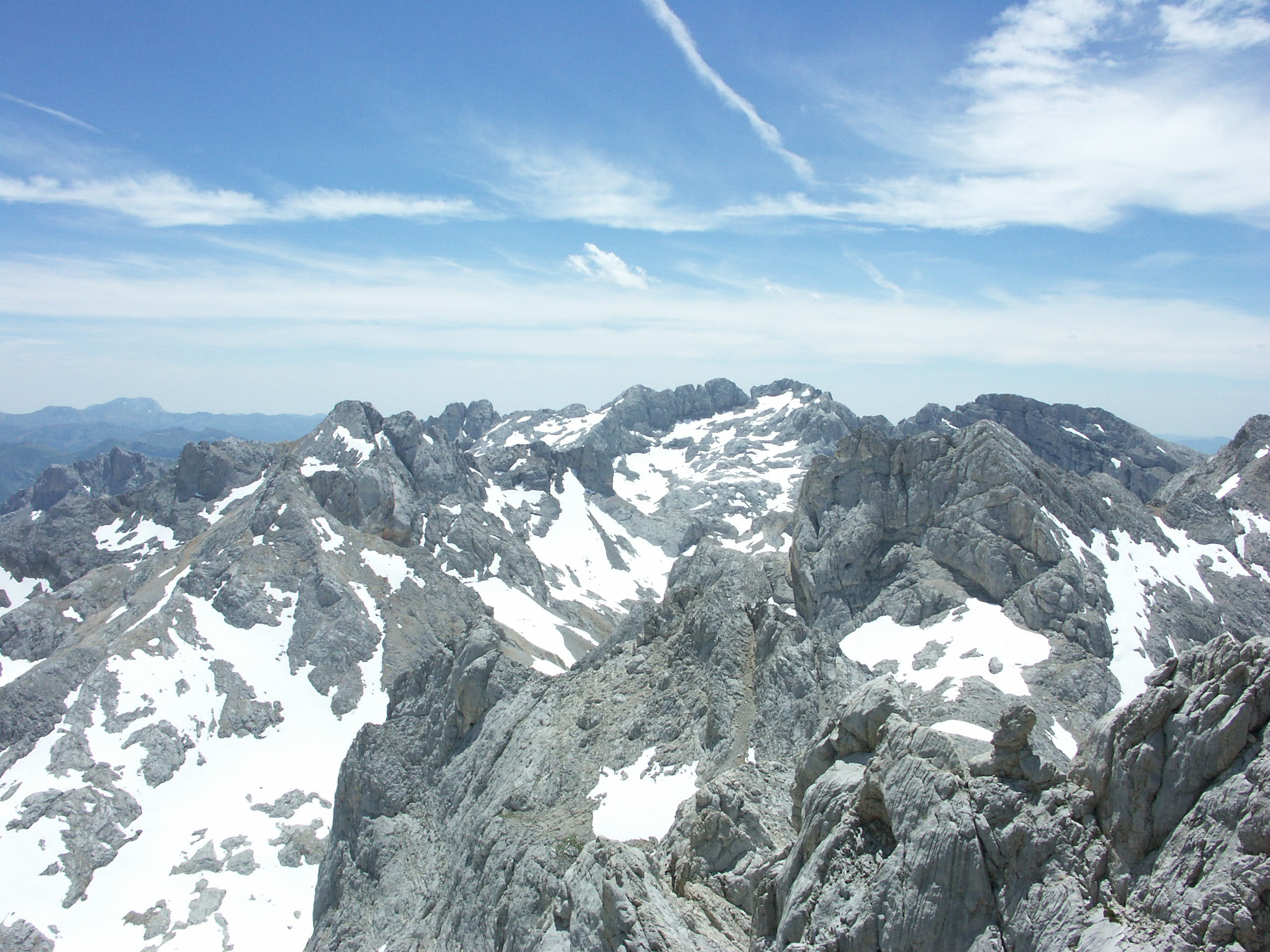
Área do Llambrión
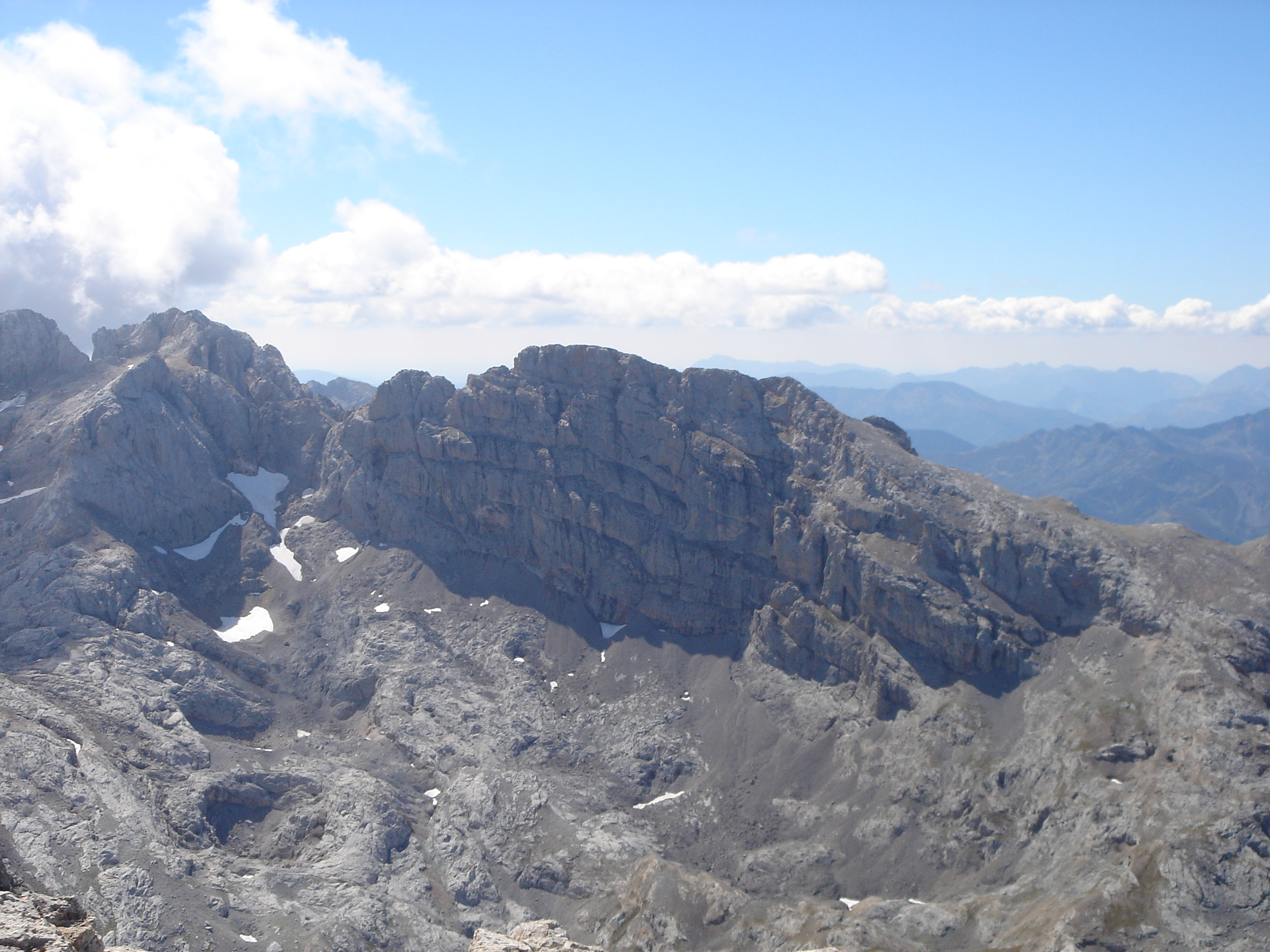
Torre de la Palanca
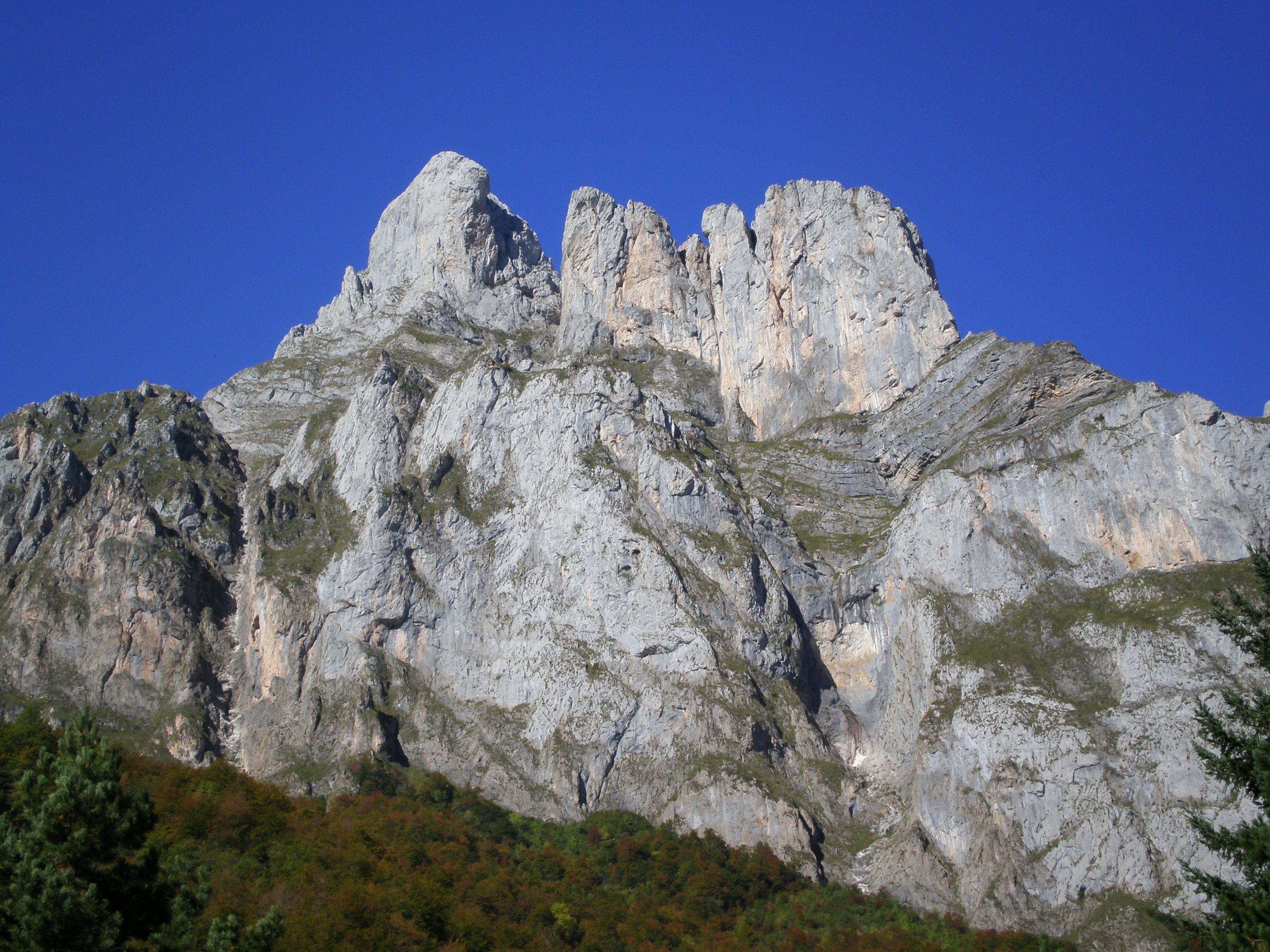
Peña Remoña
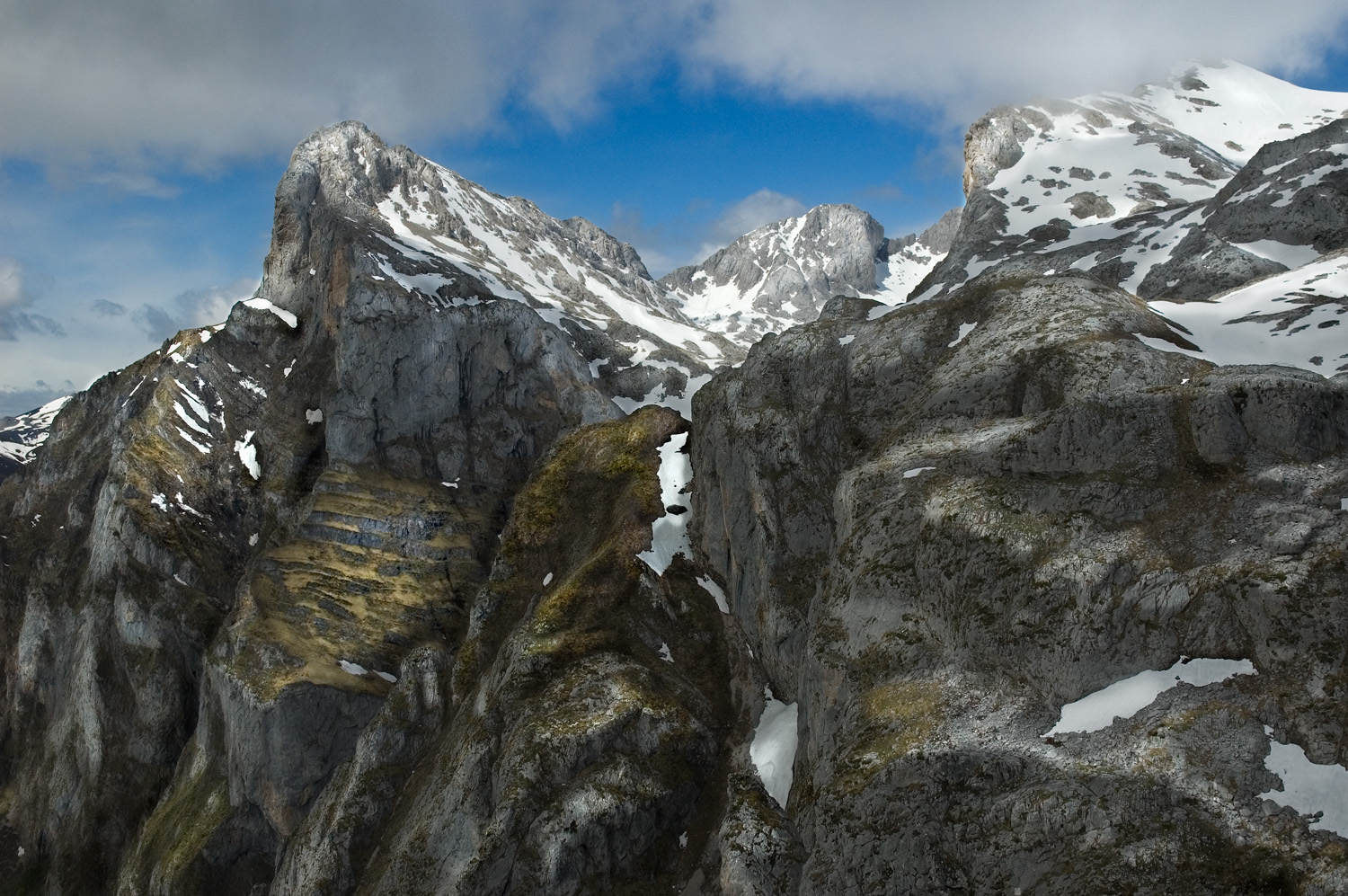
Peña Remoña e Pico de la Padiorna

### Maciço oriental ou de Ándara
| 10 cumes mais altos de Ándara                                                              |                           |              |             |
| O maciço de Ándara com o Cuchallón de Villasobrada (do maciço ocidental) em primeiro plano |                           |              |             |
|                                                                                            | Cume                      | Altitude (m) | Localização |
| 01                                                                                         | Morra de Lechugales [es]  | 2 444        | AS/ CB      |
| 02                                                                                         | Silla del Caballo Cimero  | 2 436        | Cantábria   |
| 03                                                                                         | Pica del Jierru           | 2 424        | AS/ CB      |
| 04                                                                                         | Pico Cortés               | 2 373        | AS/ CB      |
| 05                                                                                         | Pico del Grajal de Arriba | 2 349        | Cantábria   |
| 06                                                                                         | Silla del Caballo Bajero  | 2 339        | Cantábria   |
| 07                                                                                         | Prao Cortés               | 2 288        | Cantábria   |
| 08                                                                                         | La Rasa de la Inagotable  | 2 284        | Cantábria   |
| 09                                                                                         | Cuetu La Junciana         | 2 267        | Cantábria   |
| 10                                                                                         | Valdomingueru             | 2 265        | AS/ CB      |
| O maciço oriental visto desde as imediações do Mosteiro de São Turíbio de Liébana          |                           |              |             |

O maciço de Ándara é o mais pequeno dos três maciços dos Picos da Europa e o menos pródigo em alturas. O seu eixo principal estende-se de sudoeste a nordeste, dividindo-se em duas vertentes na zona em que se encontram os cumes mais altos, em redor do Circo de Ándara. O maciço é limitado a oeste pelo rio Duje e a leste pelo rio Deva. Em termos administrativos, é partilhado entre as Astúrias e a Cantábria.
No seu interior há restos de várias explorações mineiras abandonadas, como as minas de Mazarrasa, Evangelista, La Providencia, etc., nas quais são visíveis restos de construções anexas às atividades mineiras e numerosas entradas de minas, algumas delas fechadas para evitar a entrada de gado. Perto do refúgio Casetón de Ándara, na direção do Pico Valdominguero, encontra-se o antigo leito do lago de Ándara. Este lago, que foi um dos maiores lagos dos Picos de Europa, foi acidentalmente esvaziado em 1911 provavelmente devido a alguma detonação das minas.
A sul, o primeiro conjunto de montanhas são as Cumbres Avenas. O cume mais meridional deste conjunto é o Castro Cogollos (1 692 m), seguindo-se o Pico del Buey (1 870 m), o Joracón de la Miel (1 902 m), o Pico de la Canal Arenosa (1 882 m) e o Pico del Corvo (1 878 m). Através do collado de Cámara acede-se ao núcleo do maciço. Seguindo o alinhamento sudoeste-nordeste surgem o Picos de Cámara (2 050 m) e a seguir o Pico Pozán (2 188 m), também conhecido como o Jiso, cuja vertente sudeste tem o itinerário de escalada mais importante do maciço de Ándara.
Seguindo para norte, as montanhas mais relevantes são o Prao Cortés (2 288 m), o Pico Cortés (2 373 m), o Cueto la Encina (2 193 m) e a mais alta do maciço, a Morra de Lechugales [es] (2 444 m). Mais a norte encontram-se os Picos del Jierru (2 422 m) e a Pica del Jierru (2 421 m), também conhecida como Pica del Evangelista e Tiro de la Infanta. Neste ponto, há uma bifurcação no caminho. Seguindo para norte chega-se ao Pico Valdominguero (2 265 m), de onde, indo para oeste, se chega às vegas de Sotres, passando pelas Malatas e pelo Cuetu la Vezada. Na direção a norte desde o Valdominguero erguem-se as duas Picas del Jou sin Tierre (2 159 m a mais alta das delas), o Cuetu Tejau (2 129 m), o Picu Boro, o Cuetu los Clabreros, a Pica de Fuente Soles e o Jito de Escarandi, limite setentrional do maciço de Ándara. Na direção nordeste desde o Valdominguero há outros cumes, como o Pico Soriano (2 161 m) e os cuetos dos Senderos e da Ramazosa (ambos com cerca de 1 900 m de altitude), situados nas imediações do refúgio do Casetón de Ándara. No outro lado do refúgio ergue-se o Pico del Macondíu (1 999 m). Outras montanhas dignas de nota são as que se encontram a leste da Morra de Lechugales, como a Silla del Caballo Cimero (2 436 m) e, a sul desta, a Tabla del Pino (2 154 m).
Em direção a noroeste desde a Pica del Jierru estende-se uma cumeada composta por cumes como o Pico del Grajal de Arriba (2 349 m), Pico de Grajal de Abajo (2 248 m), o Castillo del Grajal (2 091 m), a Rasa de la Inagotable (2 284 m) e o Cueto del Diablo (2 267 m), também conhecido como Cuetu La Junciana. A leste deste ergue-se o Pico del Sagrado Corazón (2 214 m), onde desde o fim do século XIX as gentes locais celebram uma cerimónia anual. Em direção a leste, situam-se a Horcada Jonfría (1 988 m) e outros cumes, como o Pico de la Jonfría (2 067 m), o Castillín (2 042 m), o Alto de los Novillos (2 033 m) e, já na extremidade oriental, a Peña del Roblo (1 775 m).
Na direção norte desde o Pico del Sagrado Corazón elevam-se outros cumes, como o Pico de Samelar (2 227 m), o Canto de la Concha (2 093 m), o Alto de las Verdianas (2 024 m) e outros com menos de 2 000 m, como Las Becerreras, o Cueto de las Becerreras e Los Columbros. Seguindo do alto das Verdianas pelo collado da Llaguna (1 948 m), na extremidade oriental do maciço de Ándara, erguem-se cumes com altitudes cada vez menores, como o Pico de las Agudinas (1 976 m, o Pico del Acero, o Pico de la Tarabillera, o Pico Paña, o Cueto de la Llosa e o Ciruenzo Mayor. A altitude dos cumes da orla oriental do maciço ronda os 1 300 m.

## Fauna

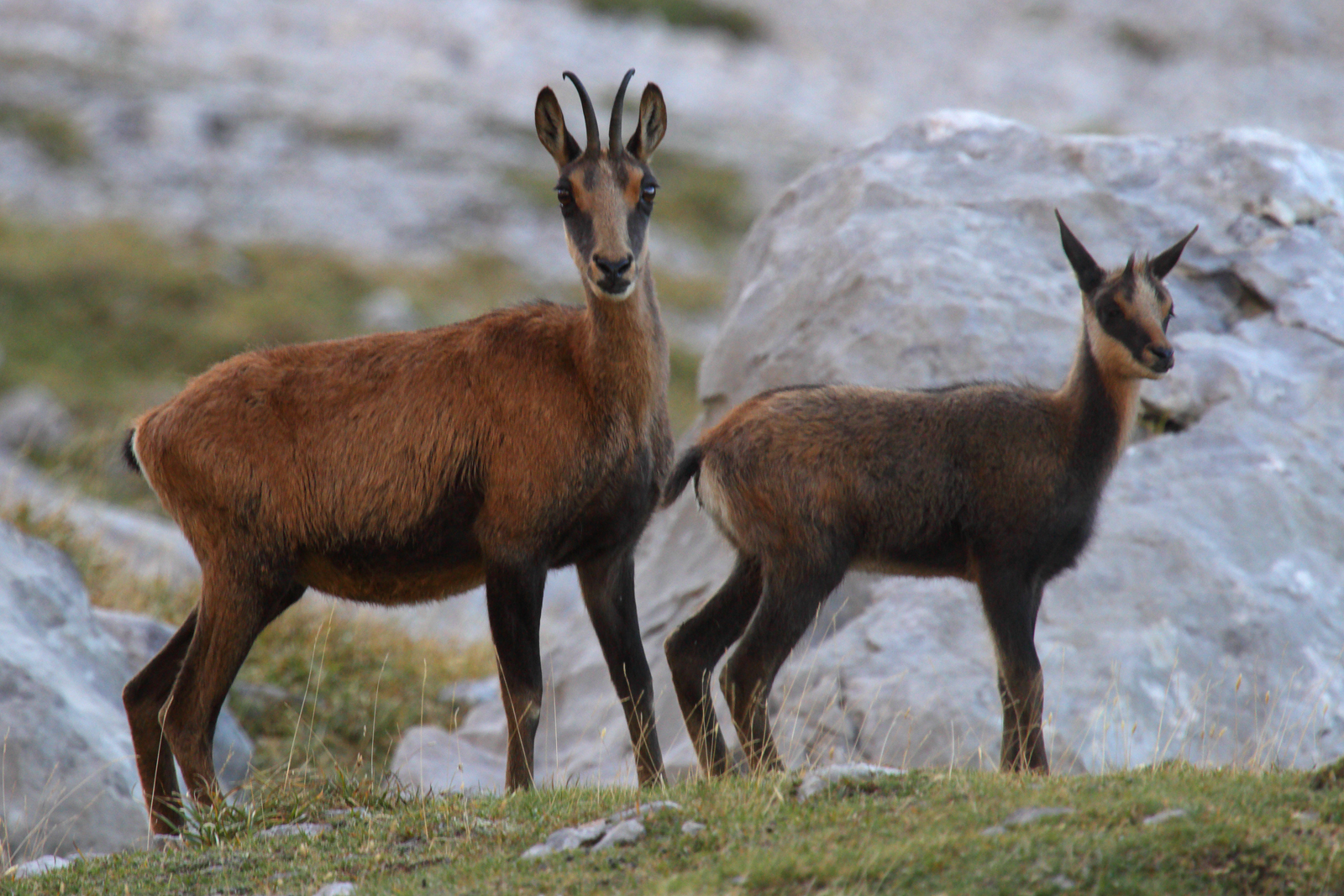
Camurça-dos-pirenéus

Na fauna existente nos Picos da Europa destaca-se a camurça-dos-pirenéus (Rupicapra pyrenaica), cuja presença nas áreas mais altas das montanhas surpreende os visitantes pela sua agilidade em terrenos tão difíceis, sendo o único mamífero que se aventura nas zonas mais altas dos Picos. Nas zonas mais acessíveis há muito maior variedade de espécies, como o urso-pardo (Ursus arctos), a corça (Capreolus capreolus), o veado (Cervidae), o javali (Sus scrofa), a raposa (Vulpes vulpes), o lobo-cinzento (Canis lupus), o gato-bravo (Felis silvestris), o leirão (Gliridae), o esquilo (Sciuridae), o texugo (Meles meles) e a gineta (Genetta genetta).[carece de fontes?] Os Picos são o habitat de cerca de 70 espécies de mamíferos e 154 borboletas.
Nos rios encontram-se lontras (Lutra lutra), melros-d'água (Cinclus cinclus), guardas-rios (Alcedo atthis), salmões (Salmo salar) e trutas (Salmo trutta). Há mais de 100 variedades de aves, nomeadamente rapaces como a águia-real (Aquila chrysaetos), a águia-cobreira (Circaetus gallicus), o abutre-do-egito (Neophron percnopterus), o grifo (Gyps fulvus)[carece de fontes?] e o abutre-barbudo (Gypaetus barbatus). Este último desapareceu da região cerca de 1950, tendo sido reintroduzido no início do século XXI. Outras espécies de aves incluem o pica-pau (Dryocopus martius), a perdiz (Perdix perdix), a gralha-de-bico-vermelho (Pyrrhocorax pyrrhocorax), a gralha-de-bico-amarelo (Pyrrhocorax graculus), o corvo-comum (Corvus corax), a ferreirinha-comum (Prunella modularis), a petinha (Anthus), o pardal (Montifringilla). e o tetraz-grande  (Tetrao urogallus). Este último é muito raro na Península Ibérica fora da cordilheira Cantábrica e vive nos bosques, onde é comum ouvir os seus cantos.

## Flora
A curta distância entre os Picos da Europa e a costa marítima do mar Cantábrico — o limite setentrional fica a cerca de 15 km — permite que cresçam espécies vegetais atlânticas e mediterrânicas.[carece de fontes?] A região é o habitat de mais de 1 500 espécies de plantas vasculares, que incluem 49 espécies de orquídeas.
A vegetação presente na cordilheira pode diferenciar-se conforme a altitude em que cresce. As variedades florestais dominantes são, por ordem crescente de altitude, a azinheira (Quercus ilex), o carvalho-negral (Quercus pyrenaica) e a faia  (Fagus sylvatica). Acima dos 1 500 m, devido à altitude e ao terreno muito escrapado, a presença vegetal está limitada, onde o solo o permite, à pradaria alpina [en]. Em terrenos mais rochosos podem as plantas que mais se destacam são dos dos géneros Sedum e Saxifraga. Em zonas de menor altitude estão presentes árvores e arbustos como o freixo (Fraxinus), zimbro (Juniperus communis), bétula (Betula), nogueira (Juglans regia) e a tília (Tilia). Outros tipos de plantas incluem a aquilégia (Aquilegia vulgaris), a Matthiola fruticulosa, do género Sempervivum e uma planta carnívora, a Pinguicula vulgaris.
Em 2017, duas áreas de floresta dos Picos cuja área totaliza 3,23 km² (mais 14,5 km² de zona de proteção) foram incluídas no sítio do Património Mundial da UNESCO "Florestas primárias e antigas de faias dos Cárpatos e de outras regiões da Europa".

## Cultura e economia tradicional

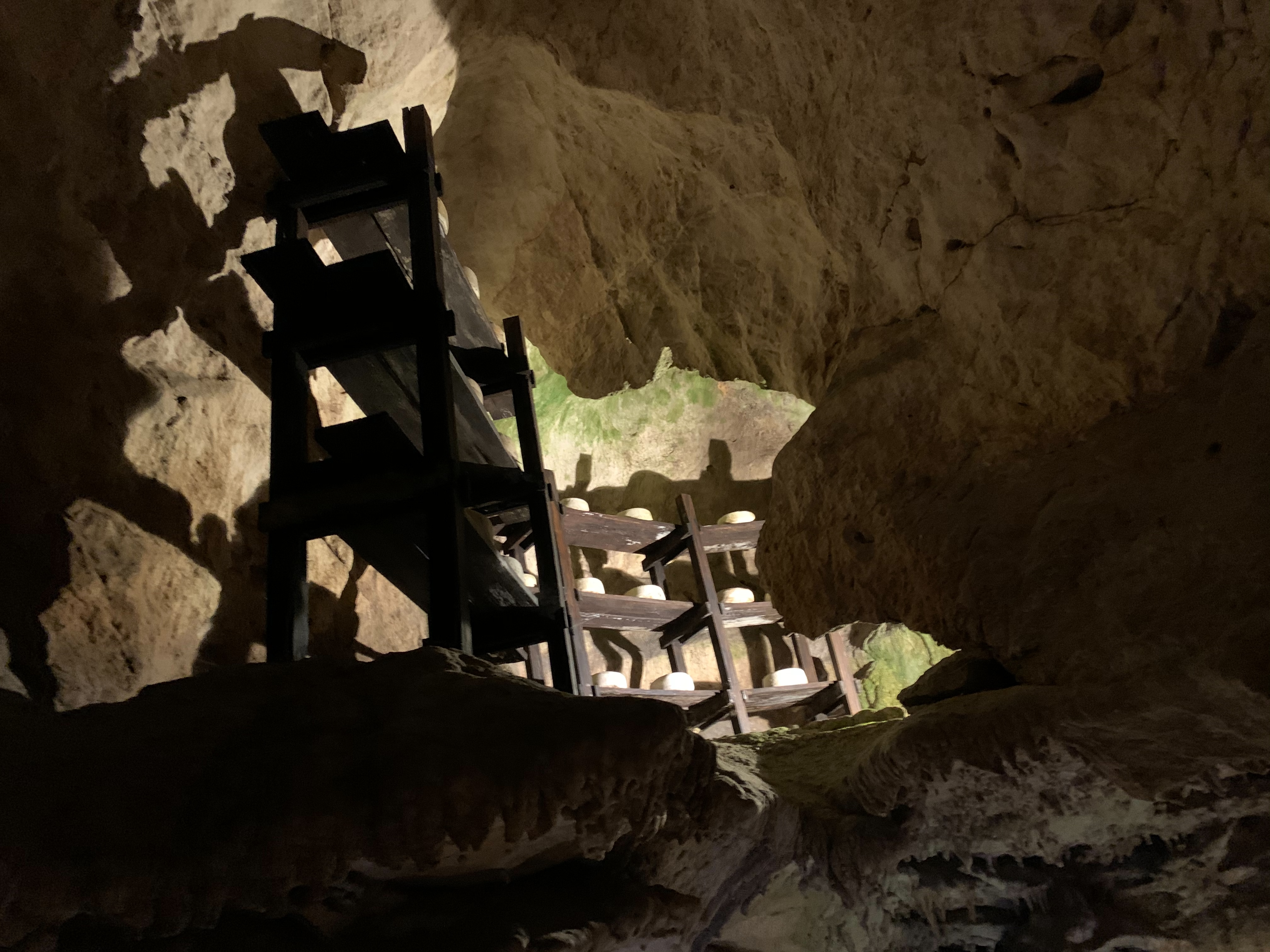
Queijos Cabrales em cura numa caverna natural

A orografia e clima dos Picos da Europa moldaram ao longo do tempo alguns traços particulares dos habitantes locais. A pecuária e a pastorícia de montanha, a produção de forragem para alimentação de animais e o armazenamento de feno são atividades típicas da região. É produzida uma grande variedade de queijos,[carece de fontes?] alguns com denominação de origem protegida, como o Cabrales [es], o Picón Bejes-Tresviso [es], o Gamonéu [es] (ou Gamonedo), Liébana [es], Valdeón [es] e Los Beyos [es].
Em 1994 os pastores dos Picos da Europa foram galardoados com o "Prémio ao Povo Exemplar das Astúrias [es]", da Fundação Princesa das Astúrias, uma homenagem ao admirável empenho posto em trabalhar as terras das montanhas e conservar, durante gerações, as tradições pastoris, como levar o gado a pastar em zonas altas nos meses quentes e levá-los para zonas baixas no inverno, a produção de queijos tradicionais asturianos ou a conservação da arquitetura tradicional. Esses pastores usam há muito a região montanhosa onde vivem sem afetar a sua estrutura e realizam ações de resgate quando algum montanhista fica ferido.